# Filmjahr 2014
Liste der Filmjahre

◄◄ | ◄ | 2010 | 2011 | 2012 | 2013 | Filmjahr 2014 | 2015 | 2016 | 2017 | 2018 | ► | ►►

Weitere Ereignisse

## Top 10 der erfolgreichsten Filme

### In Deutschland
Die zehn erfolgreichsten Filme an den deutschen Kinokassen nach Besucherzahlen (Stand: 23. April 2017):
| Platz | Filmtitel                                 | Besucher  |
| ----- | ----------------------------------------- | --------- |
| 1.    | Honig im Kopf                             | 7.274.964 |
| 2.    | Der Hobbit: Die Schlacht der Fünf Heere   | 6.066.455 |
| 3.    | Die Tribute von Panem – Mockingjay Teil 1 | 4.023.270 |
| 4.    | Monsieur Claude und seine Töchter         | 3.934.164 |
| 5.    | Drachenzähmen leicht gemacht 2            | 2.734.512 |
| 6.    | Transformers: Ära des Untergangs          | 2.507.644 |
| 7.    | The Wolf of Wall Street                   | 2.401.324 |
| 8.    | Vaterfreuden                              | 2.367.662 |
| 9.    | Paddington                                | 2.051.032 |
| 10.   | Guardians of the Galaxy                   | 1.797.441 |

### In Österreich
Die erfolgreichsten Filme an den österreichischen Kinokassen nach Besucherzahlen (Stand: 10. November 2014):*
| Platz | Filmtitel                                 | Besucher |
| ----- | ----------------------------------------- | -------- |
| 1.    | Der Hobbit: Die Schlacht der Fünf Heere   | 622.043  |
| 2.    | Monsieur Claude und seine Töchter         | 426.883  |
| 3.    | Honig im Kopf                             | 416.985  |
| 4.    | Die Tribute von Panem – Mockingjay Teil 1 | 413.830  |
| 5.    | Drachenzähmen leicht gemacht 2            | 367.138  |
| 6.    | The Wolf of Wall Street                   | 328.086  |
| 7.    | Rio 2 – Dschungelfieber                   | 309.585  |

*Es sind nur Filme aufgeführt, die das Golden Ticket für mehr als 300.000 Zuschauer erhielten.

### In der Schweiz
Die zehn erfolgreichsten Filme an den schweizerischen Kinokassen nach Besucherzahlen (Stand: 15. März 2015)*:
| Platz | Filmtitel                                 | Besucher |
| ----- | ----------------------------------------- | -------- |
| 1.    | Der Hobbit: Die Schlacht der Fünf Heere   | 518.806  |
| 2.    | Monsieur Claude und seine Töchter         | 498.594  |
| 3.    | Honig im Kopf                             | 389.786  |
| 4.    | Die Tribute von Panem – Mockingjay Teil 1 | 358.979  |
| 5.    | Drachenzähmen leicht gemacht 2            | 281.747  |
| 6.    | Rio 2 – Dschungelfieber                   | 279.875  |
| 7.    | Lucy                                      | 263.173  |
| 8.    | Die Pinguine aus Madagascar               | 238.478  |
| 9.    | Interstellar                              | 230.828  |
| 10.   | Grand Budapest Hotel                      | 197.478  |

*Die Tabelle ergibt sich aus den jeweiligen Top 10 der vier Quartale. Quartalsübergreifende Informationen sind nicht enthalten.

### In den Vereinigten Staaten
Die zehn erfolgreichsten Filme an den US-amerikanischen Kinokassen nach Einspielergebnis in US-Dollar (Stand: 26. Juli 2015):
| Platz | Filmtitel                                 | Einnahmen     |
| ----- | ----------------------------------------- | ------------- |
| 1.    | American Sniper                           | 350.126.372 $ |
| 2.    | Die Tribute von Panem – Mockingjay Teil 1 | 337.135.885 $ |
| 3.    | Guardians of the Galaxy                   | 333.176.600 $ |
| 4.    | The Return of the First Avenger           | 259.766.572 $ |
| 5.    | The LEGO Movie                            | 257.760.692 $ |
| 6.    | Der Hobbit: Die Schlacht der Fünf Heere   | 255.119.788 $ |
| 7.    | Transformers: Ära des Untergangs          | 245.439.076 $ |
| 8.    | Maleficent – Die dunkle Fee               | 241.410.378 $ |
| 9.    | X-Men: Zukunft ist Vergangenheit          | 233.921.534 $ |
| 10.   | Baymax – Riesiges Robowabohu              | 222.527.828 $ |

### Weltweit
Die zehn weltweit erfolgreichsten Filme nach Einspielergebnis in US-Dollar (Stand: 14. Dezember 2015):
| Platz | Filmtitel                                 | Einnahmen       |
| ----- | ----------------------------------------- | --------------- |
| 1.    | Transformers: Ära des Untergangs          | 1.104.054.072 $ |
| 2.    | Der Hobbit: Die Schlacht der Fünf Heere   | 956.019.788 $   |
| 3.    | Guardians of the Galaxy                   | 773.312.399 $   |
| 4.    | Maleficent – Die dunkle Fee               | 758.539.785 $   |
| 5.    | Die Tribute von Panem – Mockingjay Teil 1 | 755.356.711 $   |
| 6.    | X-Men: Zukunft ist Vergangenheit          | 747.862.775 $   |
| 7.    | The Return of the First Avenger           | 714.421.503 $   |
| 8.    | Planet der Affen: Revolution              | 710.644.566 $   |
| 9.    | The Amazing Spider-Man 2: Rise of Electro | 708.982.323 $   |
| 10.   | Interstellar                              | 675.120.017 $   |

## Filmpreise

### Golden Globe
Die Verleihung der 71. Golden Globe Awards fand am 12. Januar 2014 statt.
- Bester Film (Drama): 12 Years a Slave
- Bester Film (Komödie/Musical): American Hustle
- Beste Regie: Alfonso Cuarón für Gravity
- Beste Hauptdarstellerin (Drama): Cate Blanchett in Blue Jasmine
- Beste Hauptdarstellerin (Komödie/Musical): Amy Adams in American Hustle
- Bester Hauptdarsteller (Drama): Matthew McConaughey in Dallas Buyers Club
- Bester Hauptdarsteller (Komödie/Musical): Leonardo DiCaprio in The Wolf of Wall Street
- Bester fremdsprachiger Film: La Grande Bellezza – Die große Schönheit (La grande bellezza), Italien

Vollständige Liste der Preisträger

### Bayerischer Filmpreis
Die Verleihung des 35. Bayerischen Filmpreises fand am 17. Januar 2014 statt.
- Beste Produktion: Die andere Heimat – Chronik einer Sehnsucht – Produktion: Edgar und Christian Reitz
- Beste Regie: Andreas Prochaska für Das finstere Tal
- Beste Darstellerin: Brigitte Hobmeier in Ende der Schonzeit
- Bester Darsteller: Tobias Moretti in Das finstere Tal und Hirngespinster
- Beste Nachwuchsdarstellerin: Liv Lisa Fries in Und morgen Mittag bin ich tot
- Bester Nachwuchsdarsteller: Jonas Nay in Hirngespinster
- Beste Nachwuchsregie: Katrin Gebbe für Tore tanzt
- Bestes Drehbuch: Edgar Reitz und Gert Heidenreich für Die andere Heimat – Chronik einer Sehnsucht
- Ehrenpreis: Armin Mueller-Stahl

Vollständige Liste der Preisträger

### Sundance
Das 30. Sundance Film Festival fand vom 16. bis 26. Januar 2014 in Park City, Utah statt.
- Großer Preis der Jury: Spielfilm – Whiplash
- Großer Preis der Jury: Dokumentarfilm – Rich Hill
- Großer Preis der Jury „World Cinema“: Spielfilm – To Kill a Man
- Großer Preis der Jury „World Cinema“: Dokumentarfilm – Return to Homs

Liste der Preisträger

### Österreichischer Filmpreis

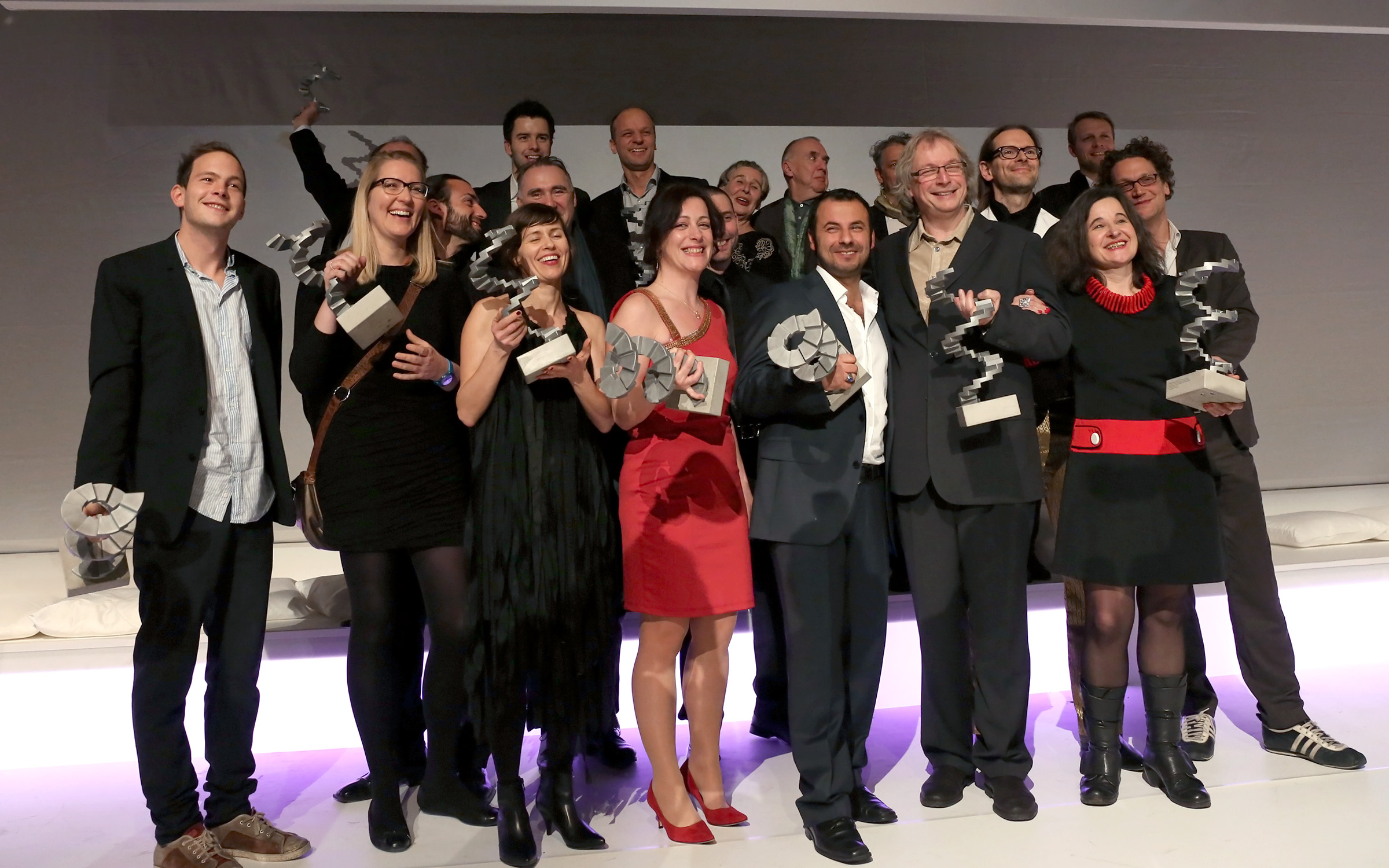
Die Preisträger

Die Verleihung des 4. Österreichischen Filmpreises fand am 22. Januar 2014 statt.
- Bester Spielfilm: Deine Schönheit ist nichts wert
- Beste Regie: Hüseyin Tabak für Deine Schönheit ist nichts wert
- Bester Darsteller: Gerhard Liebmann in Blutgletscher
- Beste Darstellerin: Maria Hofstätter in Paradies: Glaube
- Bester Dokumentarfilm: Meine keine Familie – Produzenten: Oliver Neumann, Sabine Moser, Regie: Paul-Julien Robert
- Bester Kurzfilm: Erdbeerland – Regie: Florian Pochlatko
- Bestes Drehbuch: Hüseyin Tabak für Deine Schönheit ist nichts wert

Vollständige Liste der Preisträger

### Berlinale
Die 64. Internationalen Filmfestspiele Berlin fanden vom 6. Februar bis zum 16. Februar 2014 statt.
- Goldener Bär: Feuerwerk am helllichten Tage von Diao Yinan
- Silberner Bär – Großer Preis der Jury: Grand Budapest Hotel von Wes Anderson
- Silberner Bär – Beste Regie: Richard Linklater (Boyhood)
- Silberner Bär – Beste Darstellerin: Haru Kuroki (Chiisai Ouchi)
- Silberner Bär – Bester Darsteller: Liao Fan (Feuerwerk am helllichten Tage)
- Silberner Bär – Bestes Drehbuch: Dietrich Brüggemann und Anna Brüggemann (Kreuzweg)

Vollständige Liste der Preisträger

### British Academy Film Award
Die 67. BAFTA-Award-Verleihung fand am 16. Februar 2014 statt.
- Bester Film: 12 Years a Slave – Regie: Steve McQueen
- Bester britischer Film: Gravity – Regie: Alfonso Cuarón
- Beste Regie: Alfonso Cuarón Gravity
- Bester Hauptdarsteller: Chiwetel Ejiofor – 12 Years a Slave
- Beste Hauptdarstellerin: Cate Blanchett – Blue Jasmine
- Bester nicht-englischsprachiger Film: La Grande Bellezza – Die große Schönheit – Regie: Paolo Sorrentino, Nicola Giuliano und Francesca Cima

Vollständige Liste der Preisträger

### César
Die 39. César-Verleihung fand am 28. Februar 2014 statt.
- Bester Film: Maman und ich (Les Garçons et Guillaume, à table!) – Regie: Guillaume Gallienne
- Beste Regie: Roman Polański –  Venus im Pelz (La Vénus à la fourrure)
- Bester Hauptdarsteller: Guillaume Gallienne in Maman und ich (Les Garçons et Guillaume, à table!)
- Beste Hauptdarstellerin: Sandrine Kiberlain in 9 mois ferme
- Bestes Originaldrehbuch: Albert Dupontel – 9 mois ferme
- Bester fremdsprachiger Film: The Broken Circle (The Broken Circle Breakdown) – Regie: Felix Van Groeningen (Belgien)

Vollständige Liste der Preisträger

### Oscar
Die 86. Oscar-Verleihung fand am 2. März 2014 statt.
- Bester Film: 12 Years a Slave
- Beste Regie: Alfonso Cuarón – Gravity
- Bester Hauptdarsteller: Matthew McConaughey in Dallas Buyers Club
- Beste Hauptdarstellerin: Cate Blanchett in Blue Jasmine
- Bester Nebendarsteller: Jared Leto in Dallas Buyers Club
- Beste Nebendarstellerin: Lupita Nyong’o in 12 Years a Slave
- Bester fremdsprachiger Film: La Grande Bellezza – Die große Schönheit (La grande bellezza) – (Italien)

Vollständige Liste der Preisträger

### Deutscher Filmpreis
Die 64. Verleihung des Deutschen Filmpreises Lola fand am 9. Mai 2014 statt.
- Bester Spielfilm: Die andere Heimat – Chronik einer Sehnsucht – Regie: Edgar Reitz
- Beste Regie: Edgar Reitz (Die andere Heimat – Chronik einer Sehnsucht)
- Bester Hauptdarsteller: Dieter Hallervorden (Sein letztes Rennen)
- Beste Hauptdarstellerin: Jördis Triebel (Westen)

Vollständige Liste der Preisträger

### Cannes
Die 67. Internationalen Filmfestspiele von Cannes fanden vom 14. bis 25. Mai 2014 statt.
- Goldene Palme: Winterschlaf (Winter Sleep) – Regie: Nuri Bilge Ceylan
- Große Preis der Jury: Land der Wunder (Le meraviglie) – Regie: Alice Rohrwacher
- Beste Regie: Bennett Miller für Foxcatcher
- Bester Darsteller: Timothy Spall in Mr. Turner
- Beste Darstellerin: Julianne Moore in Maps to the Stars
- Bestes Drehbuch: Andrei Swjaginzew und Oleg Negin für Leviathan (Левиафан)

Vollständige Liste der Preisträger

### Venedig
Die 71. Internationalen Filmfestspiele von Venedig fanden vom 27. August bis 6. September 2014 statt.
- Goldener Löwe: Eine Taube sitzt auf einem Zweig und denkt über das Leben nach – Regie Roy Andersson
- Silberner Löwe – Beste Regie: Andrei Kontschalowski (Belye nochi pochtalona Alekseya Tryapitsyna)
- Großer Preis der Jury: The Look of Silence – Regie: Joshua Oppenheimer
- Coppa Volpi – Bester Darsteller: Adam Driver (Hungry Hearts)
- Coppa Volpi – Beste Darstellerin: Alba Rohrwacher (Hungry Hearts)
- Marcello-Mastroianni-Preis: Romain Paul (Le dernier coup de marteau)
- Bestes Drehbuch: Rakshan Banietemad (Ghesseha)
- Spezialpreis der Jury: Sivas – Regie: Kaan Müjdeci

Liste der Wettbewerbsbeiträge

### Europäischer Filmpreis
Der 26. Europäische Filmpreis wurde am 13. Dezember 2014 in Riga verliehen.
- Bester europäischer Film: Ida – Regie: Paweł Pawlikowski
- Beste Regie: Paweł Pawlikowski für Ida
- Bester Darsteller: Timothy Spall in Mr. Turner – Meister des Lichts (Mr. Turner)
- Beste Darstellerin: Marion Cotillard in Zwei Tage, eine Nacht (Deux jours, une nuit)

Vollständige Liste der Preisträger

### Weitere Filmpreise und Auszeichnungen
- AACTA International Awards:[10] Bester Film und Beste Regie: Gravity von Alfonso Cuarón; Bester Schauspieler: Chiwetel Ejiofor in 12 Years a Slave; Beste Schauspielerin: Cate Blanchett in Blue Jasmine; Bestes Drehbuch: Eric Warren Singer & David O. Russell für American Hustle … mehr
- Critics’ Choice Movie Awards: Bester Film: 12 Years a Slave; Beste Regie: Gravity von Alfonso Cuarón; Bester Hauptdarsteller: Matthew McConaughey in Dallas Buyers Club; Beste Hauptdarstellerin: Cate Blanchett in Blue Jasmine; Bester fremdsprachiger Film: Blau ist eine warme Farbe; Bestes Originaldrehbuch: Spike Jonze für Her; Bestes adaptiertes Drehbuch: John Ridley für 12 Years a Slave … mehr
- National Board of Review:[11] Bester Film: A Most Violent Year; Beste Regie: Clint Eastwood für American Sniper; Bester Hauptdarsteller: Oscar Isaac in A Most Violent Year und Michael Keaton in Birdman oder (Die unverhoffte Macht der Ahnungslosigkeit); Beste Hauptdarstellerin: Julianne Moore in Still Alice – Mein Leben ohne Gestern … mehr
- Screen Actors Guild Awards: Bester Hauptdarsteller: Matthew McConaughey in Dallas Buyers Club; Beste Hauptdarstellerin: Cate Blanchett in Blue Jasmine; Bester Nebendarsteller: Jared Leto in Dallas Buyers Club; Beste Nebendarstellerin: Lupita Nyong’o in 12 Years a Slave; Bestes Schauspielensemble in American Hustle; Bestes Stuntensemble in Lone Survivor … mehr

#### Termine
- Directors Guild of America Award: Die 66. Verleihung der Directors Guild of America Awards fand am 25. Januar 2014 statt.[12]
- Independent Spirit Award: Die 29. Verleihung der Independent Spirit Awards fand am 1. März 2014 statt.[13]

## 2014 Verstorbene

### Januar bis März
Januar

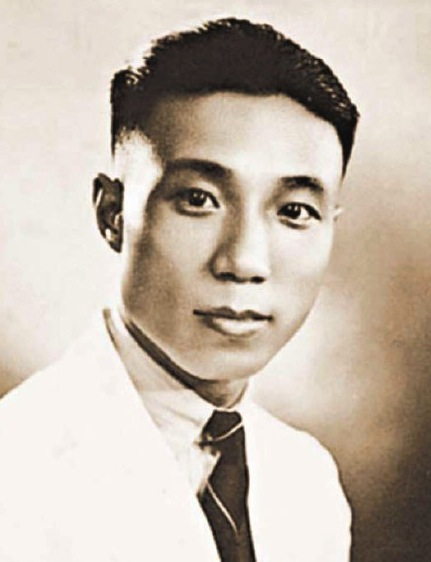
Run Run Shaw
(1907–2014)

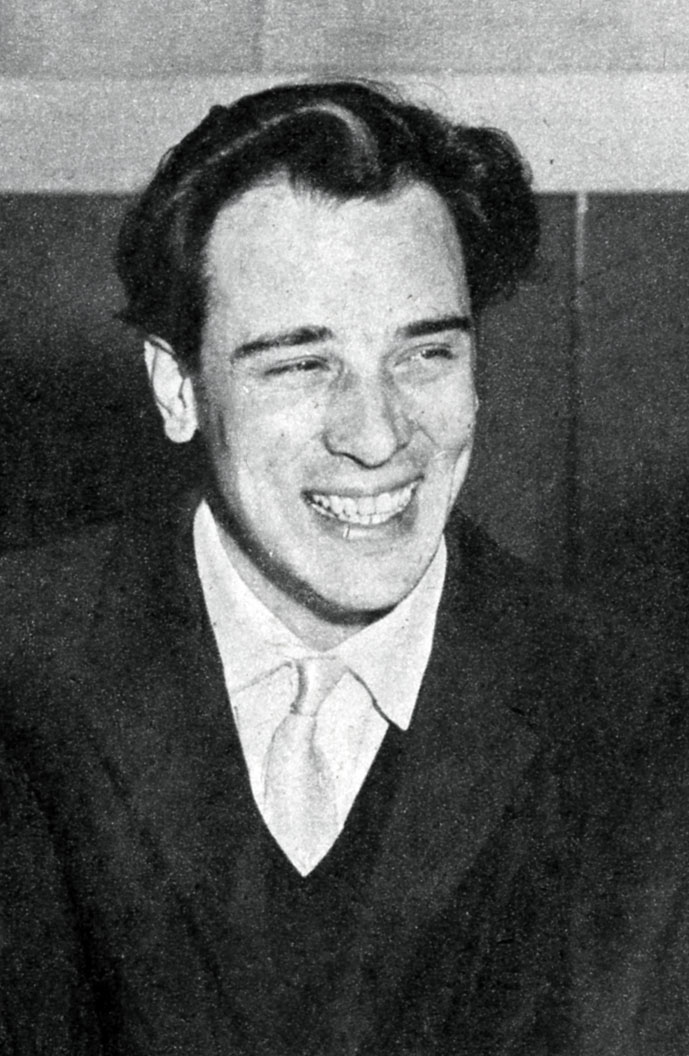
Riz Ortolani (1926–2014)

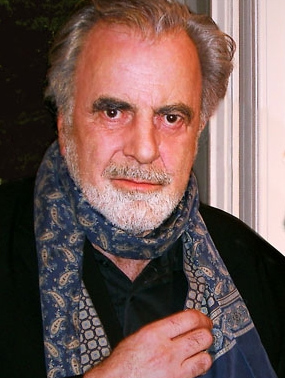
Maximilian Schell (1930–2014)

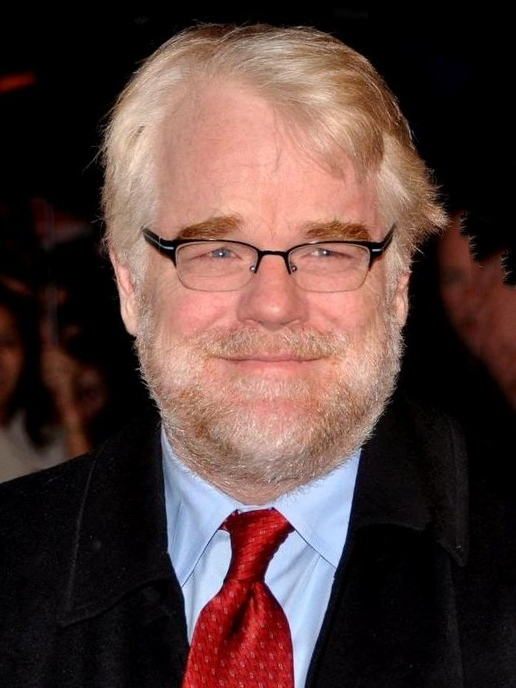
Philip Seymour Hoffman (1967–2014)

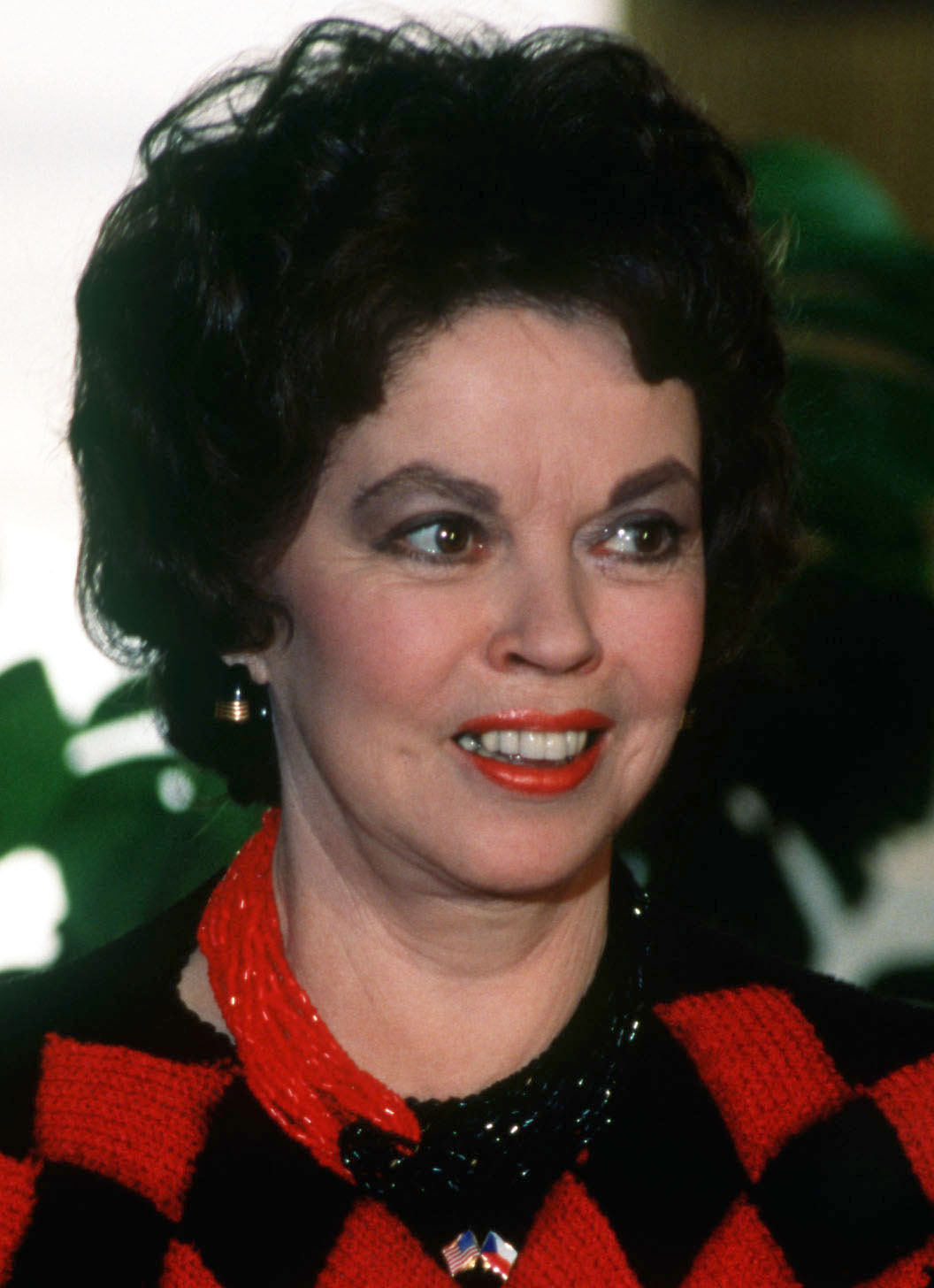
Shirley Temple
(1928–2014)

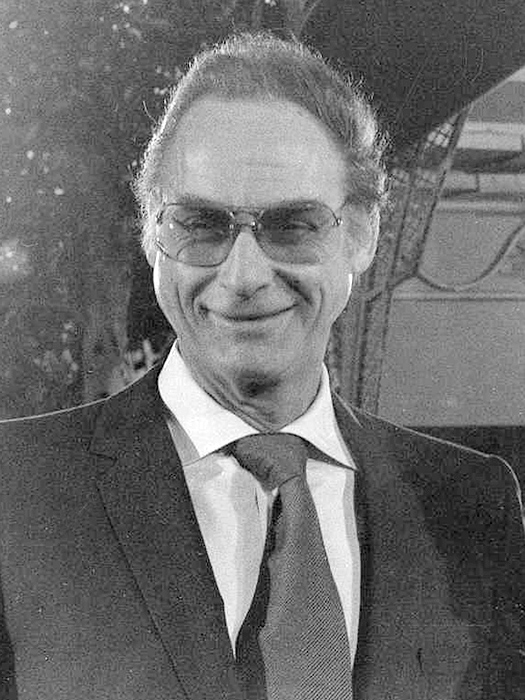
Sid Caesar
(1922–2014)

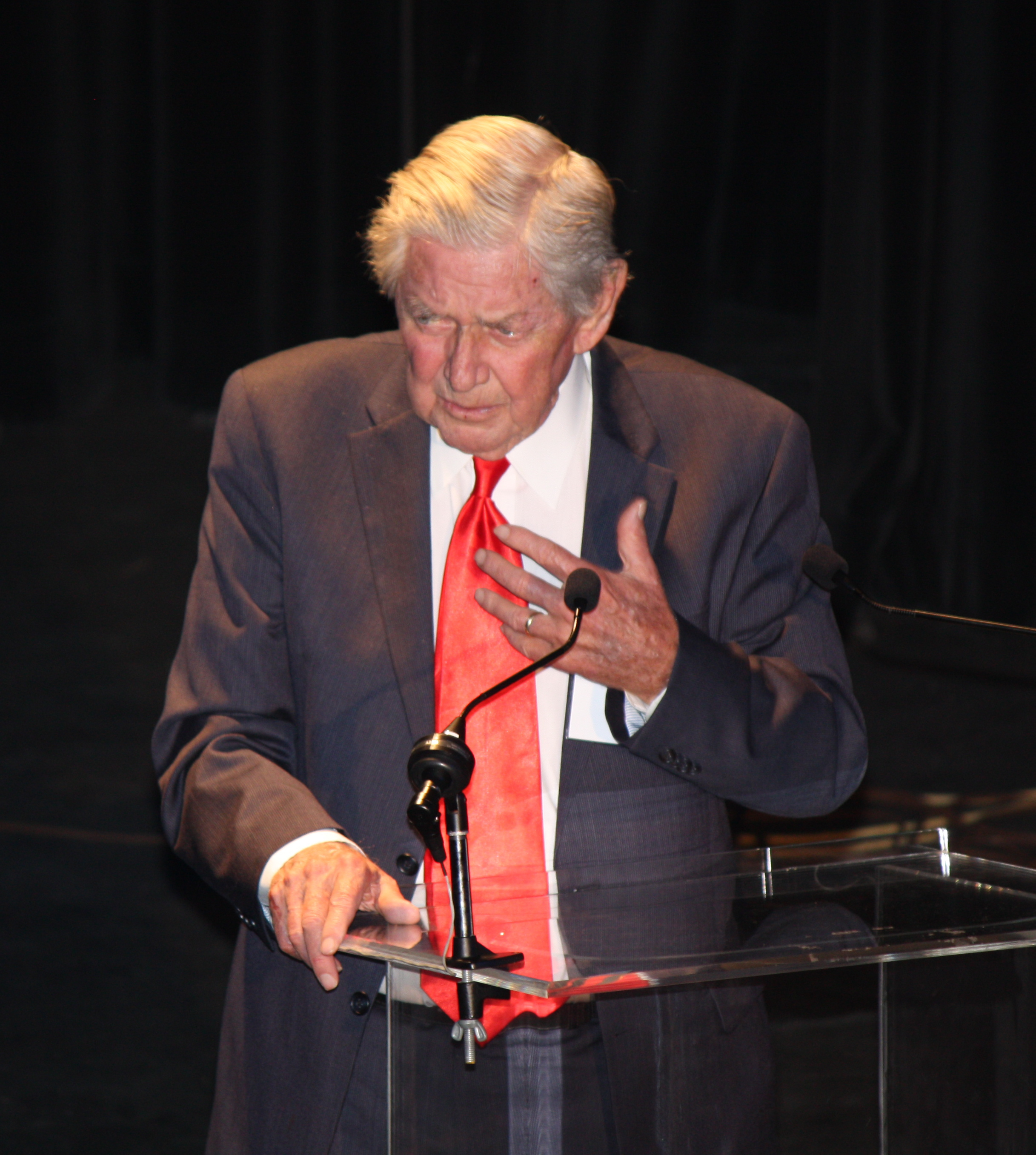
Ralph Waite
(1928–2014)

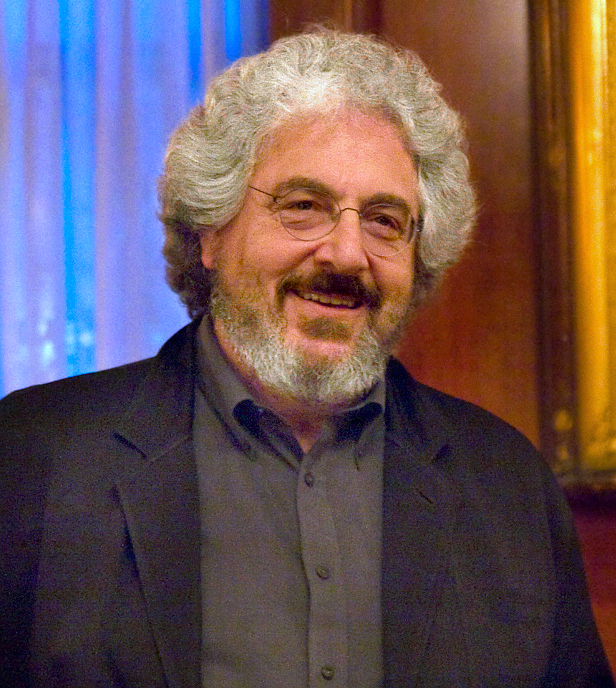
Harold Ramis
(1944–2014)

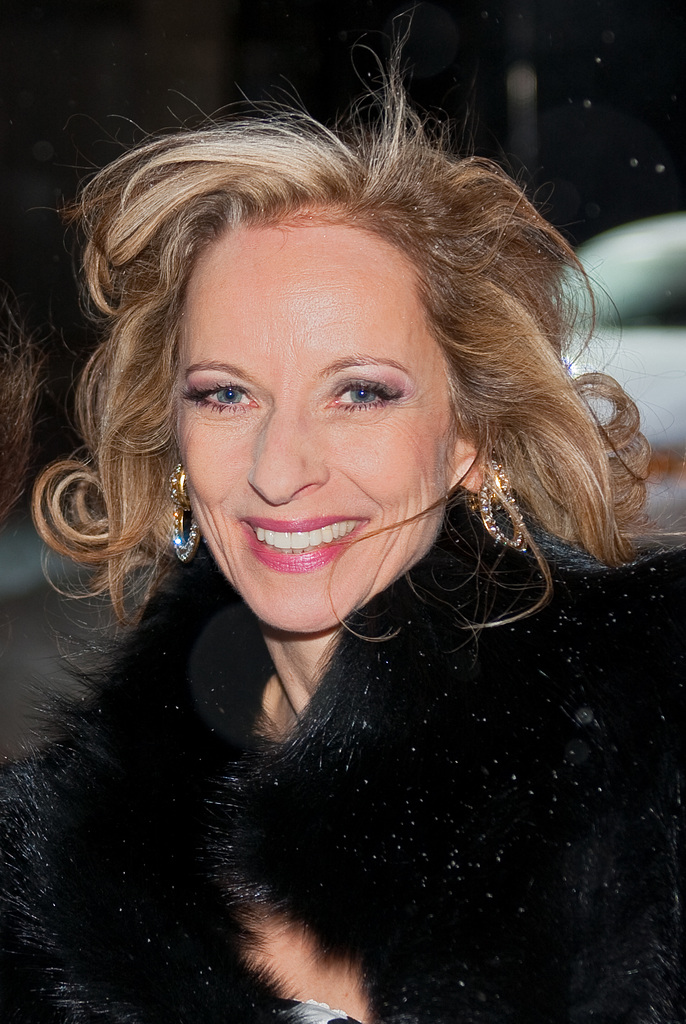
Mareike Carrière (1954–2014)

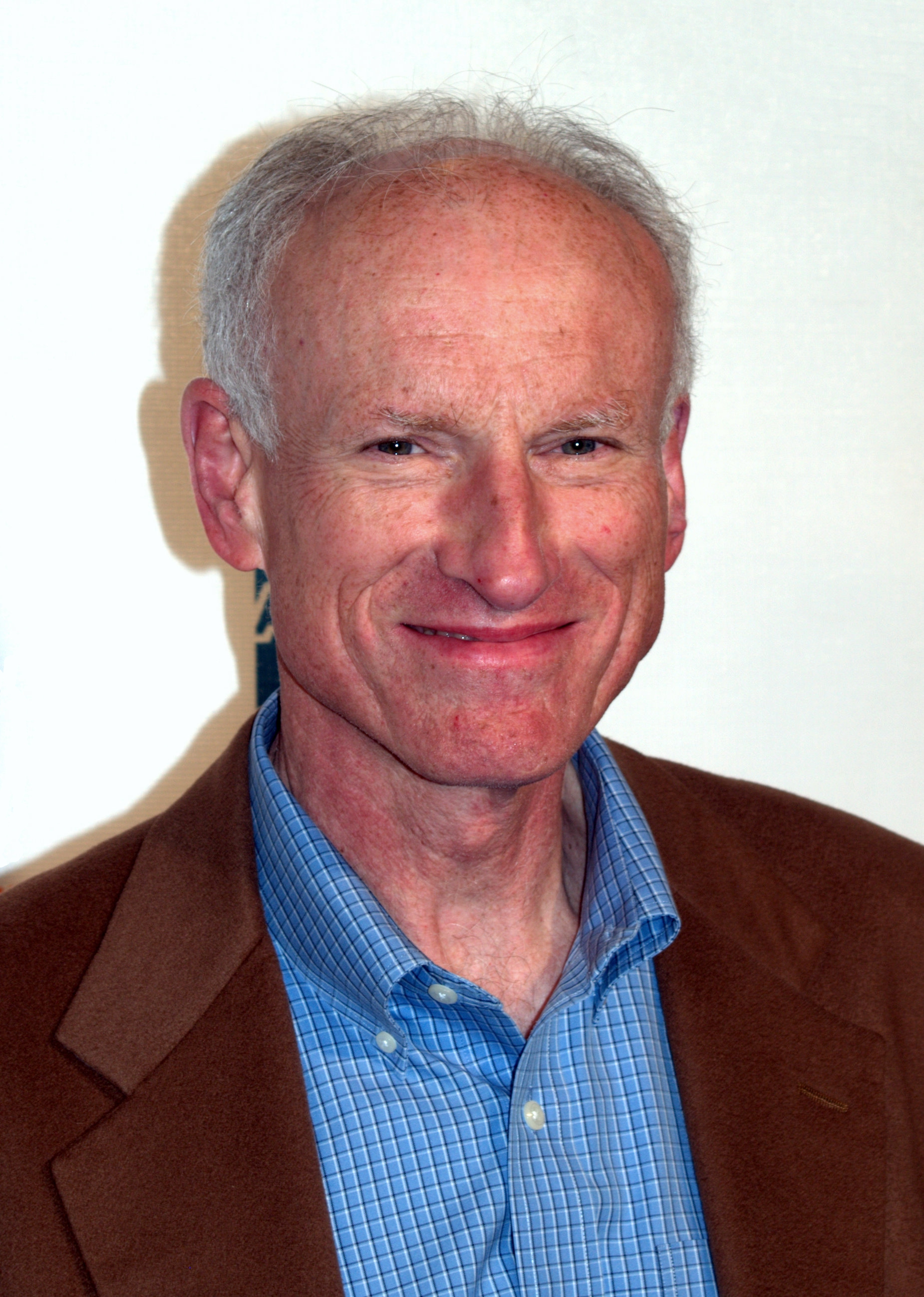
James Rebhorn (1948–2014)

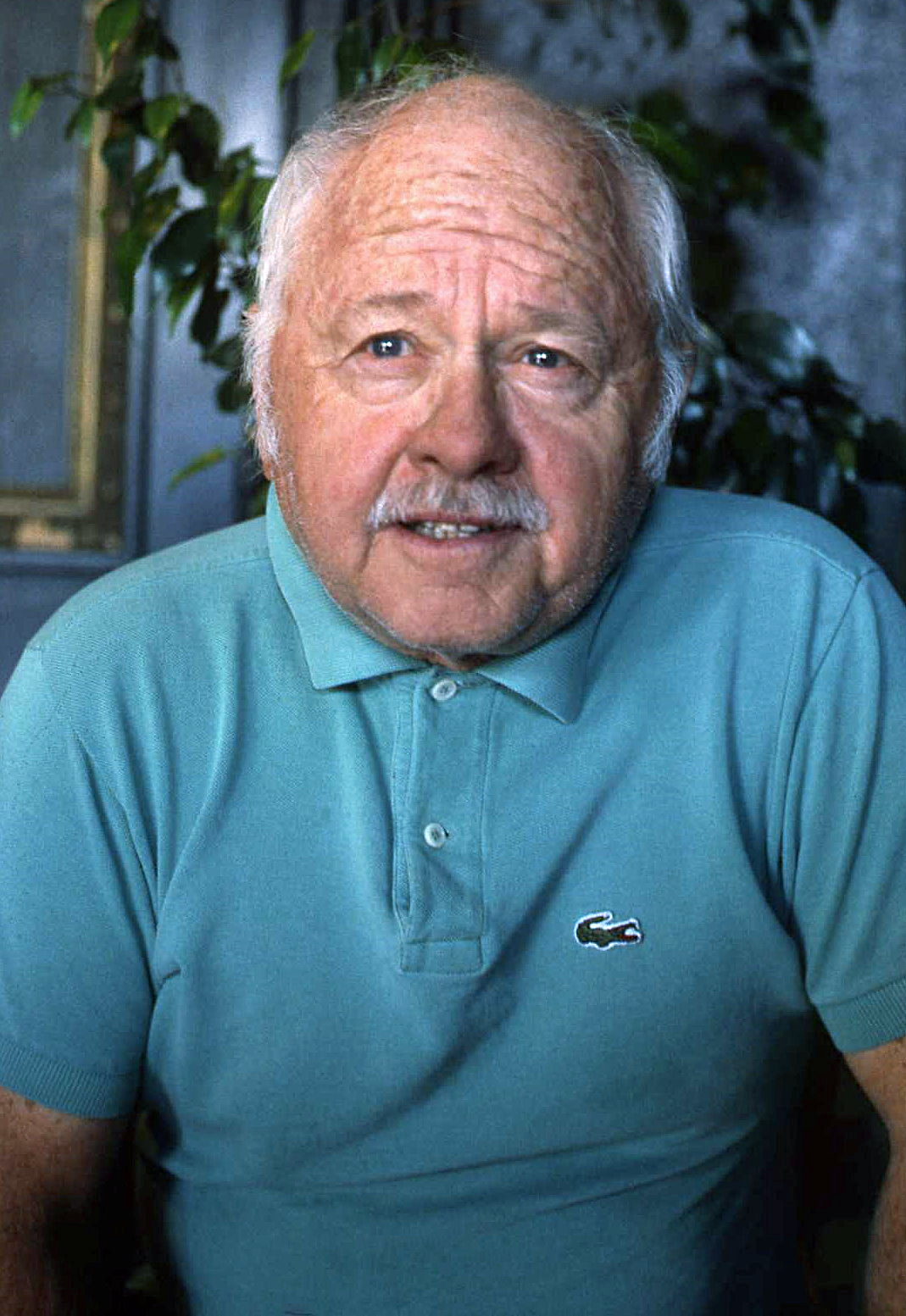
Mickey Rooney
(1920–2014)

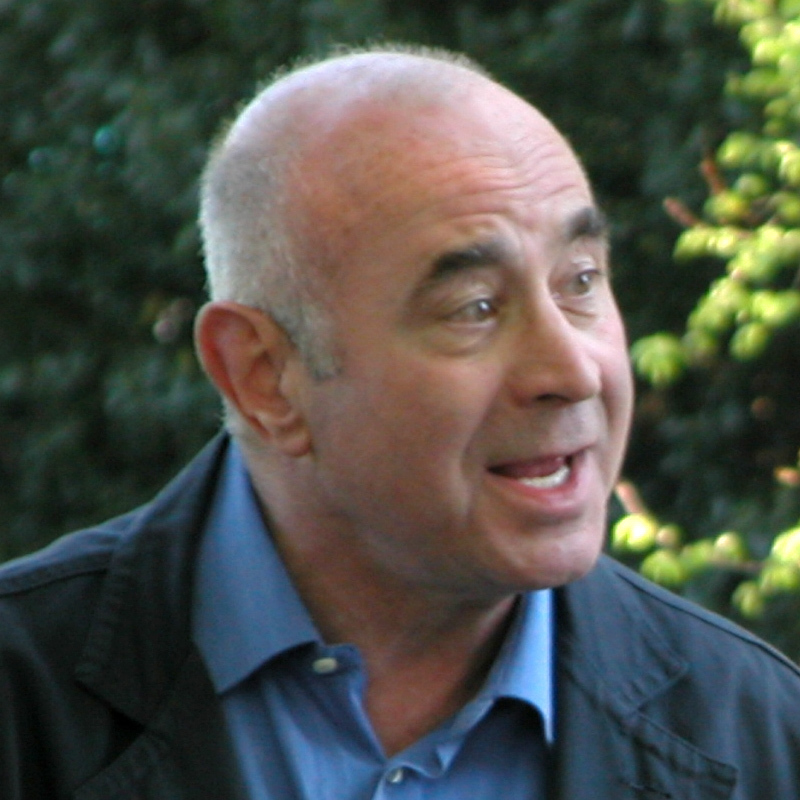
Bob Hoskins
(1942–2014)

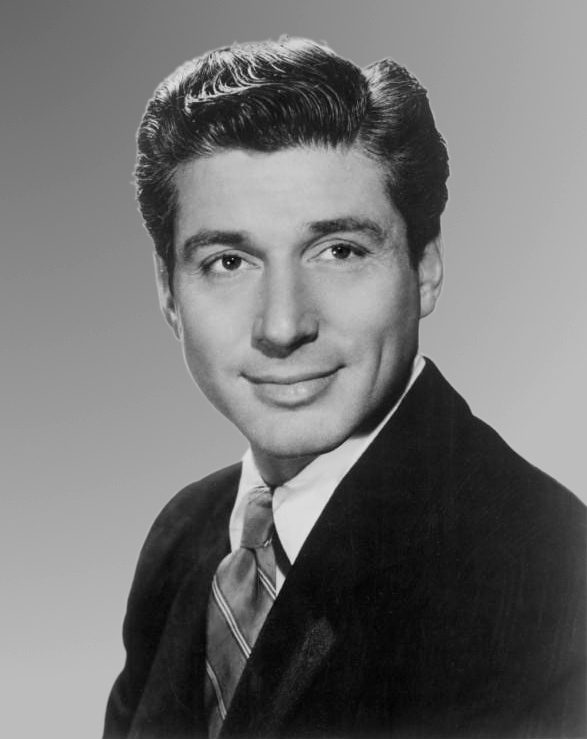
Efrem Zimbalist Jr. (1918–2014)

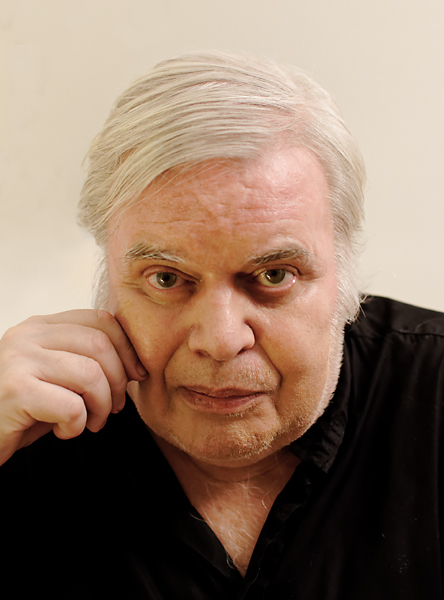
HR Giger (1940–2014)

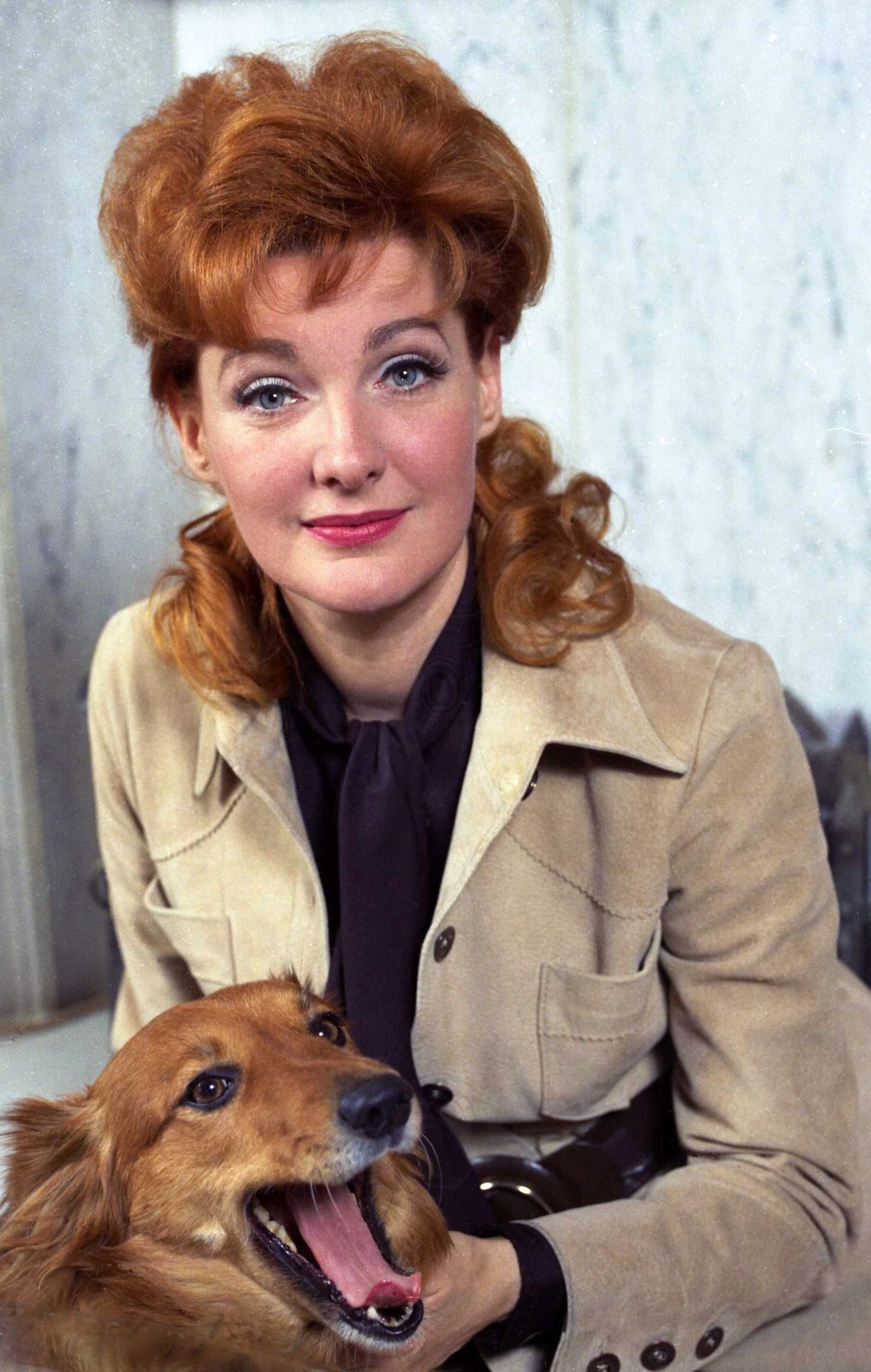
Barbara Murray
(1929–2014)

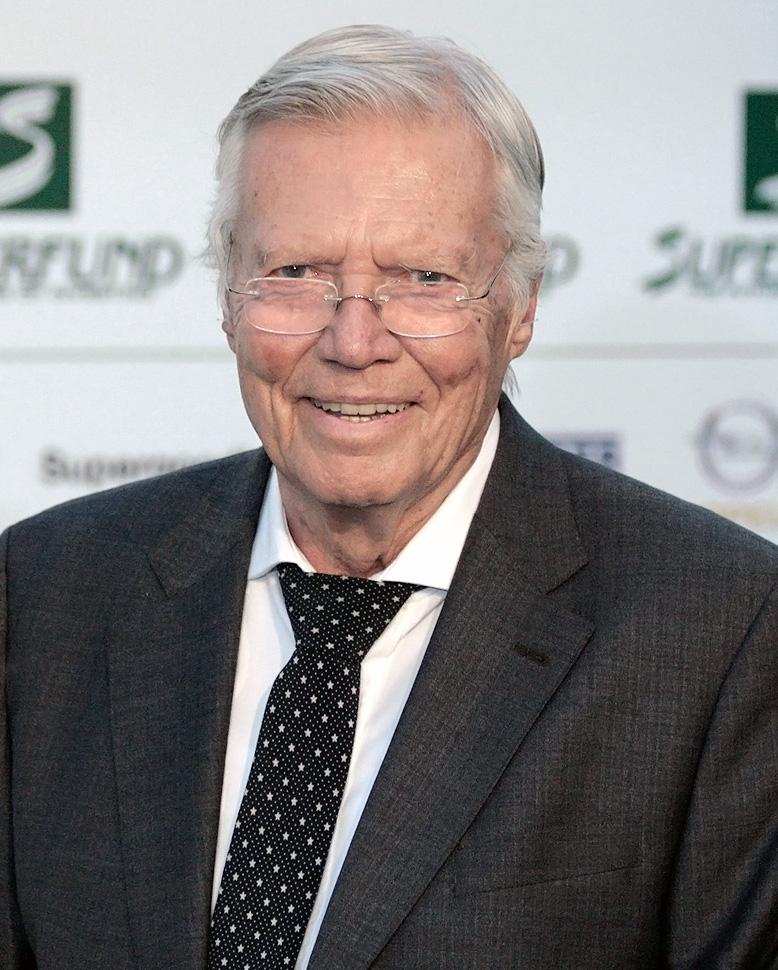
Karlheinz Böhm (1928–2014)

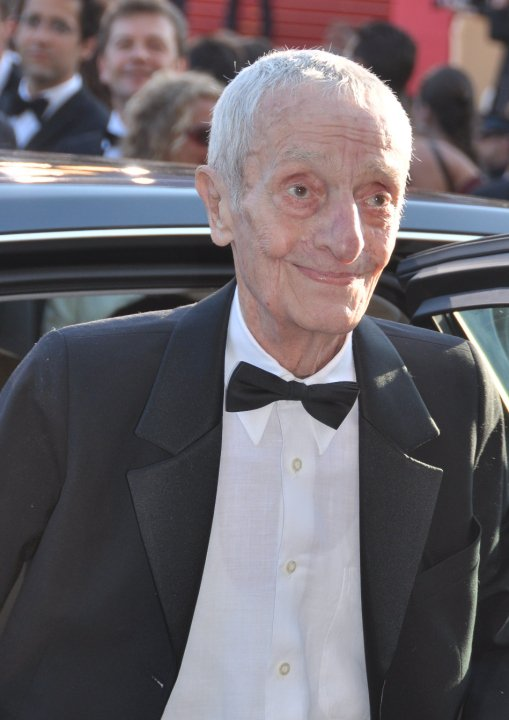
Jacques Herlin (1927–2014)

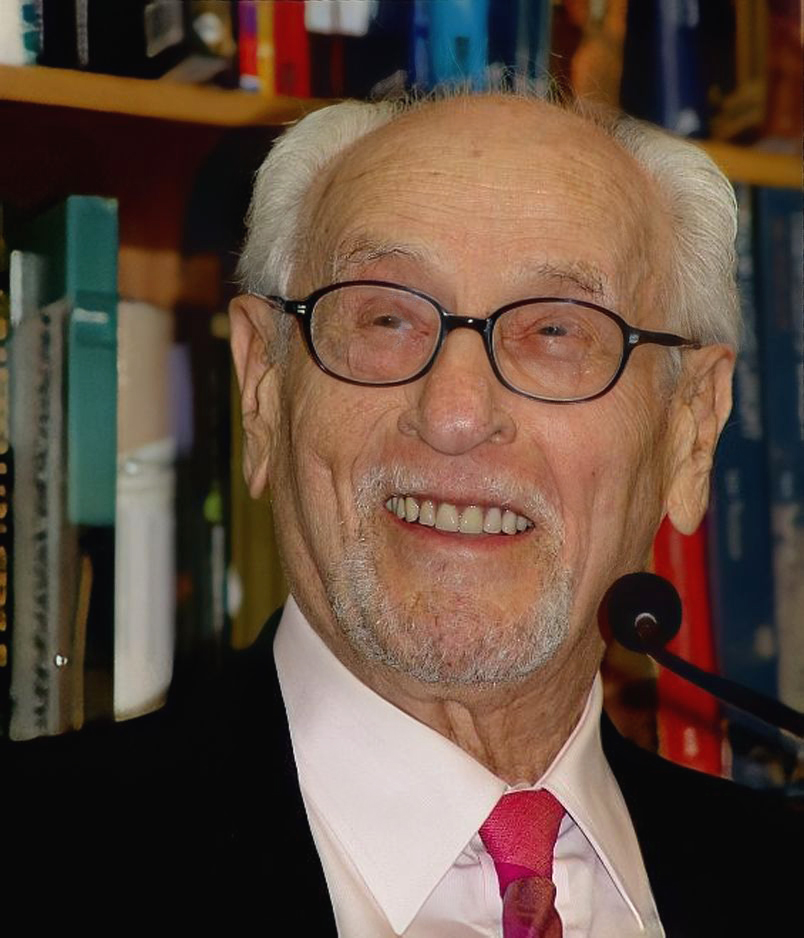
Eli Wallach (1915–2014)

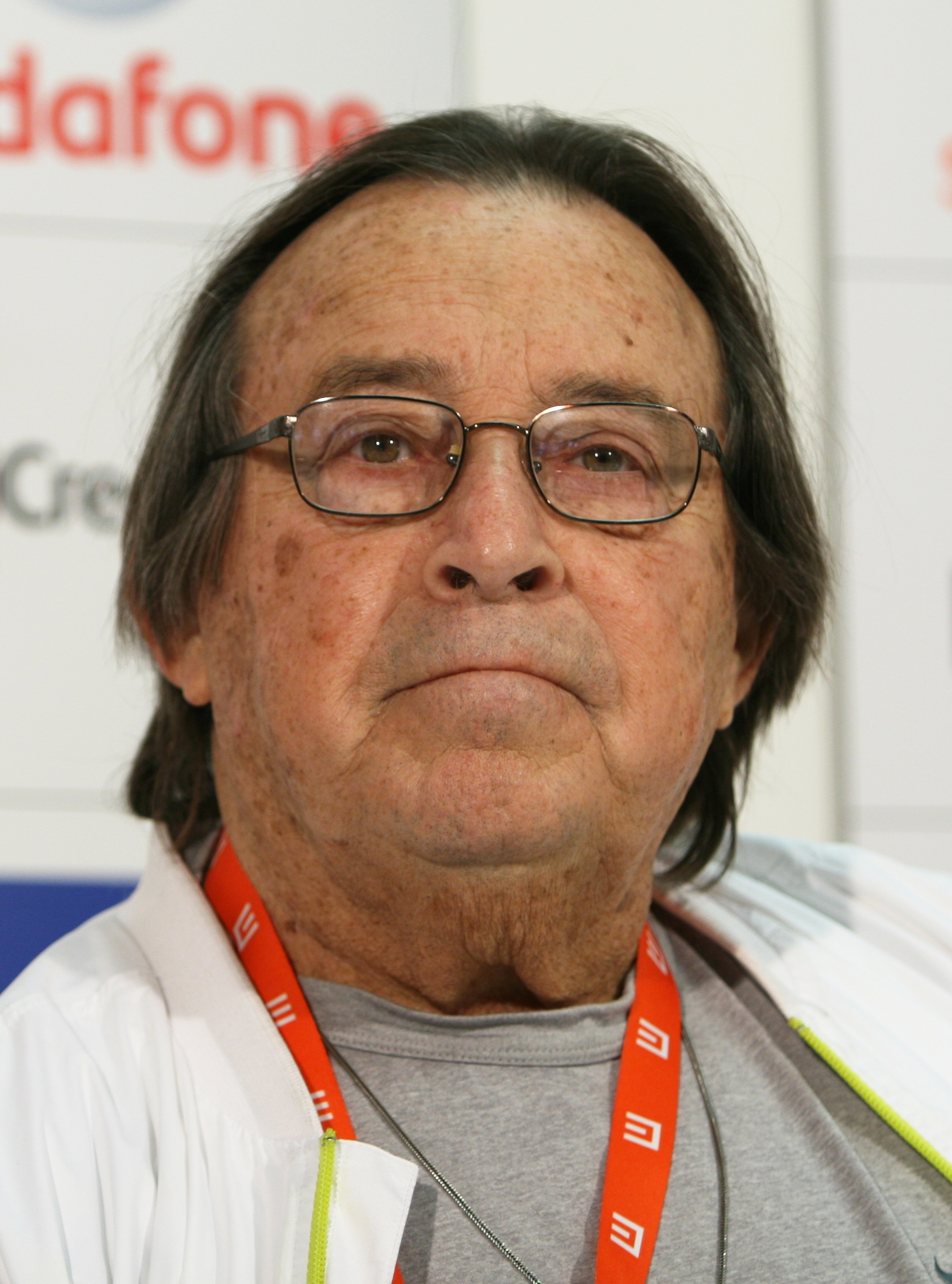
Paul Mazursky
(1930–2014)

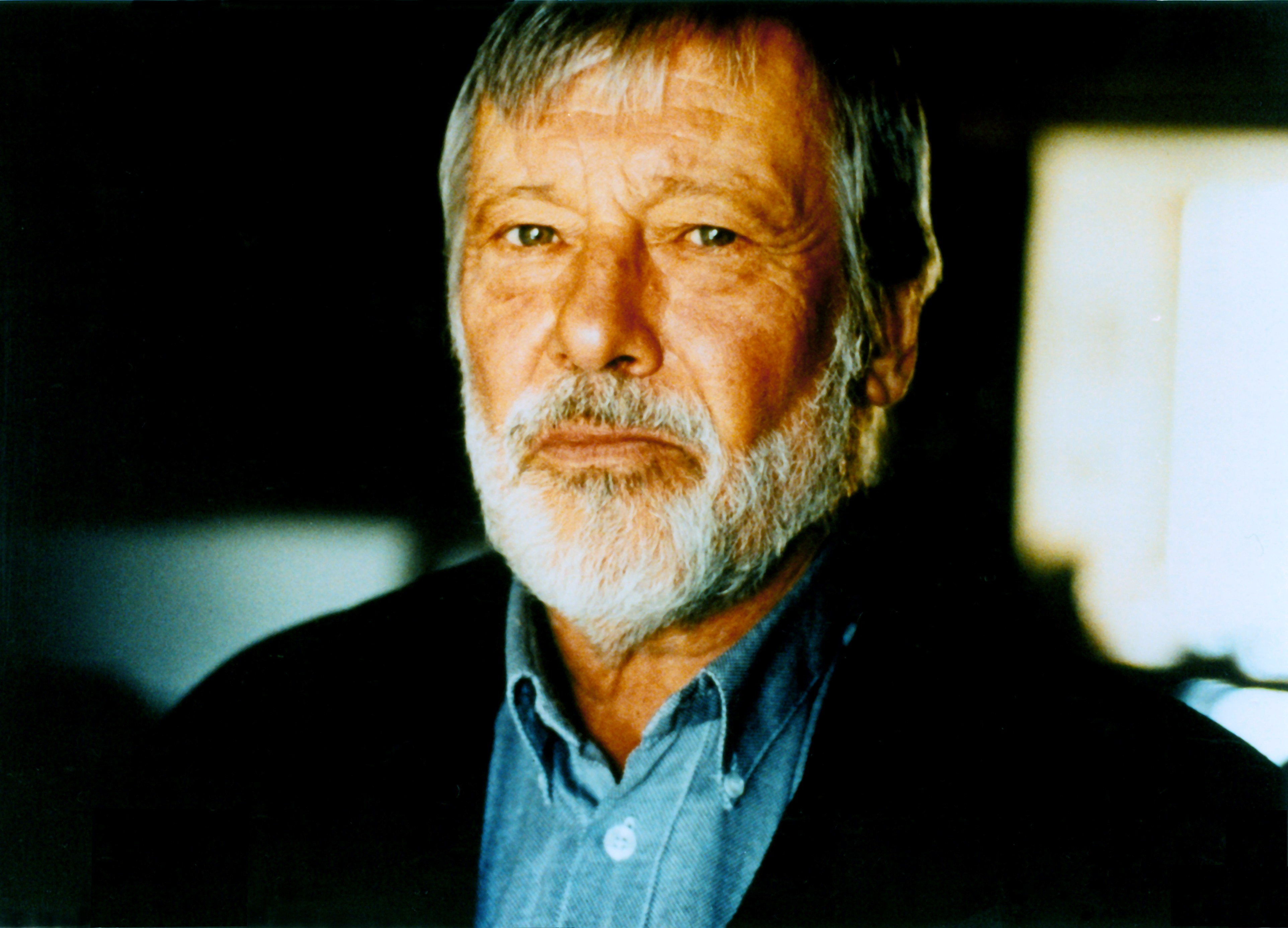
Dietmar Schönherr (1926–2014)

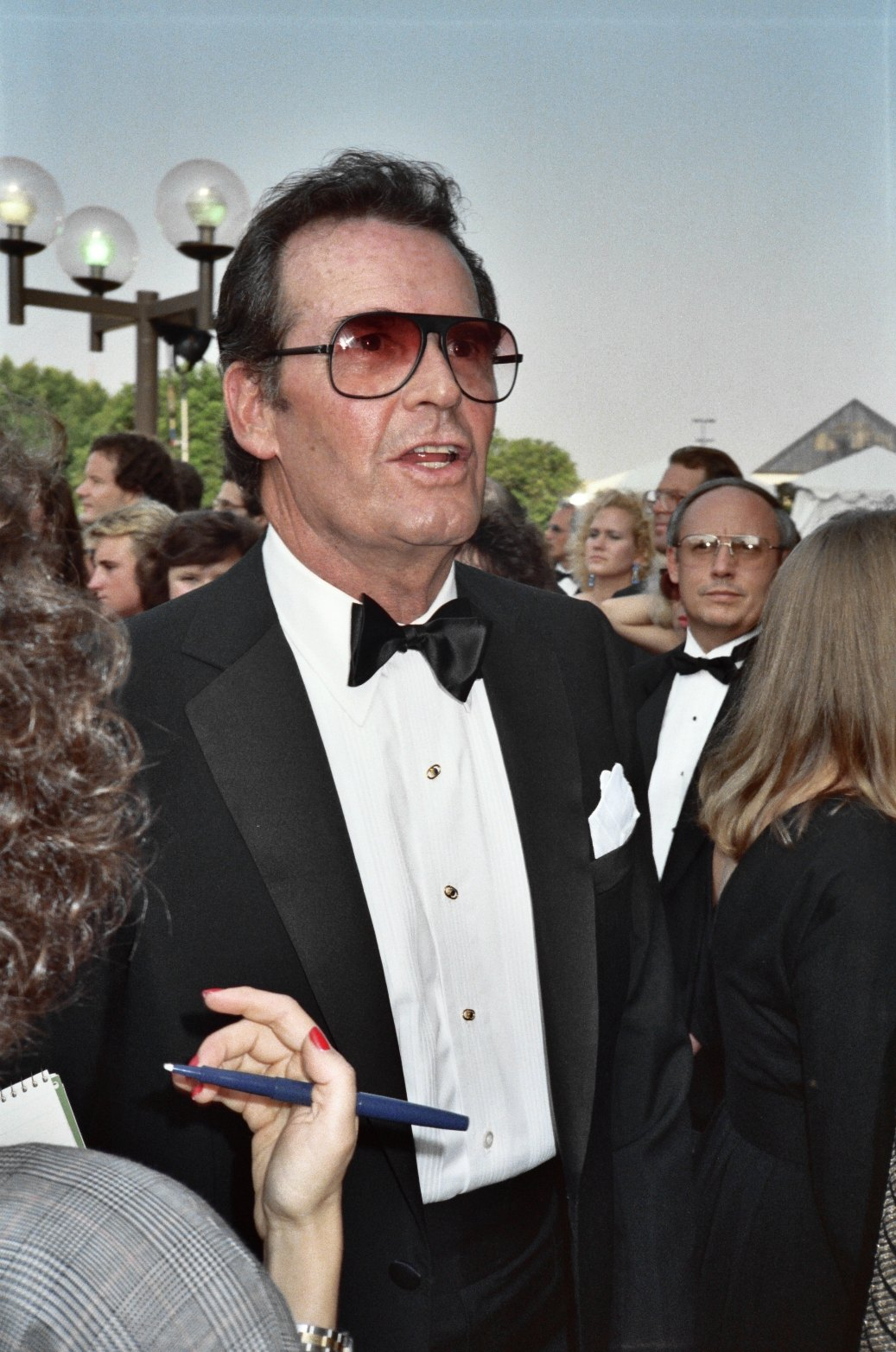
James Garner
(1928–2014)

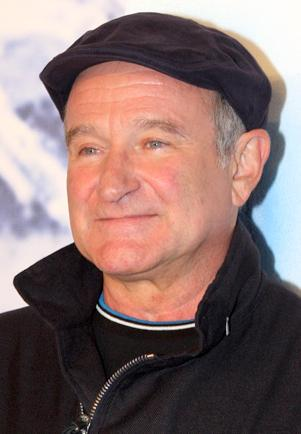
Robin Williams
(1951–2014)

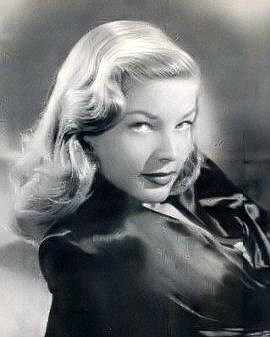
Lauren Bacall
(1924–2014)

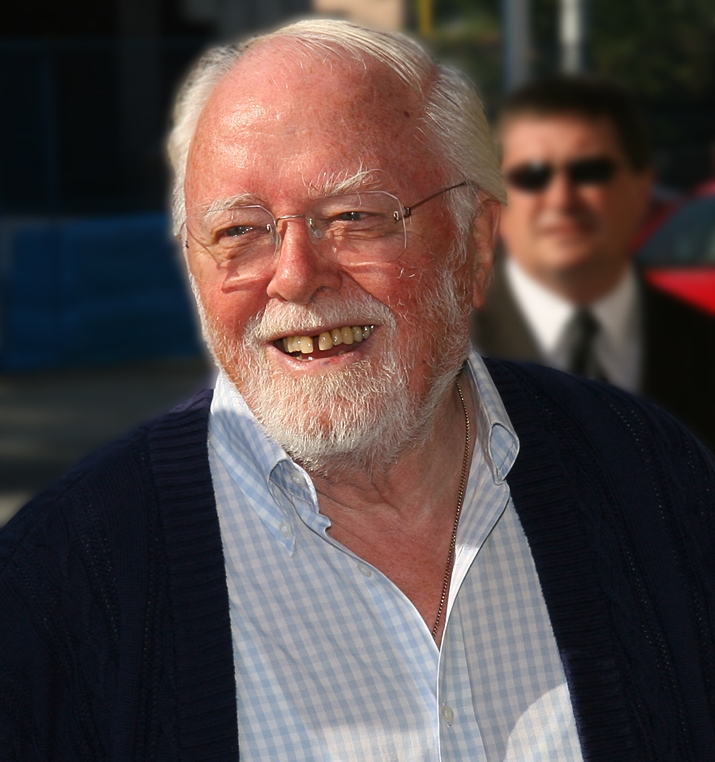
Richard Attenborough (1923–2014)

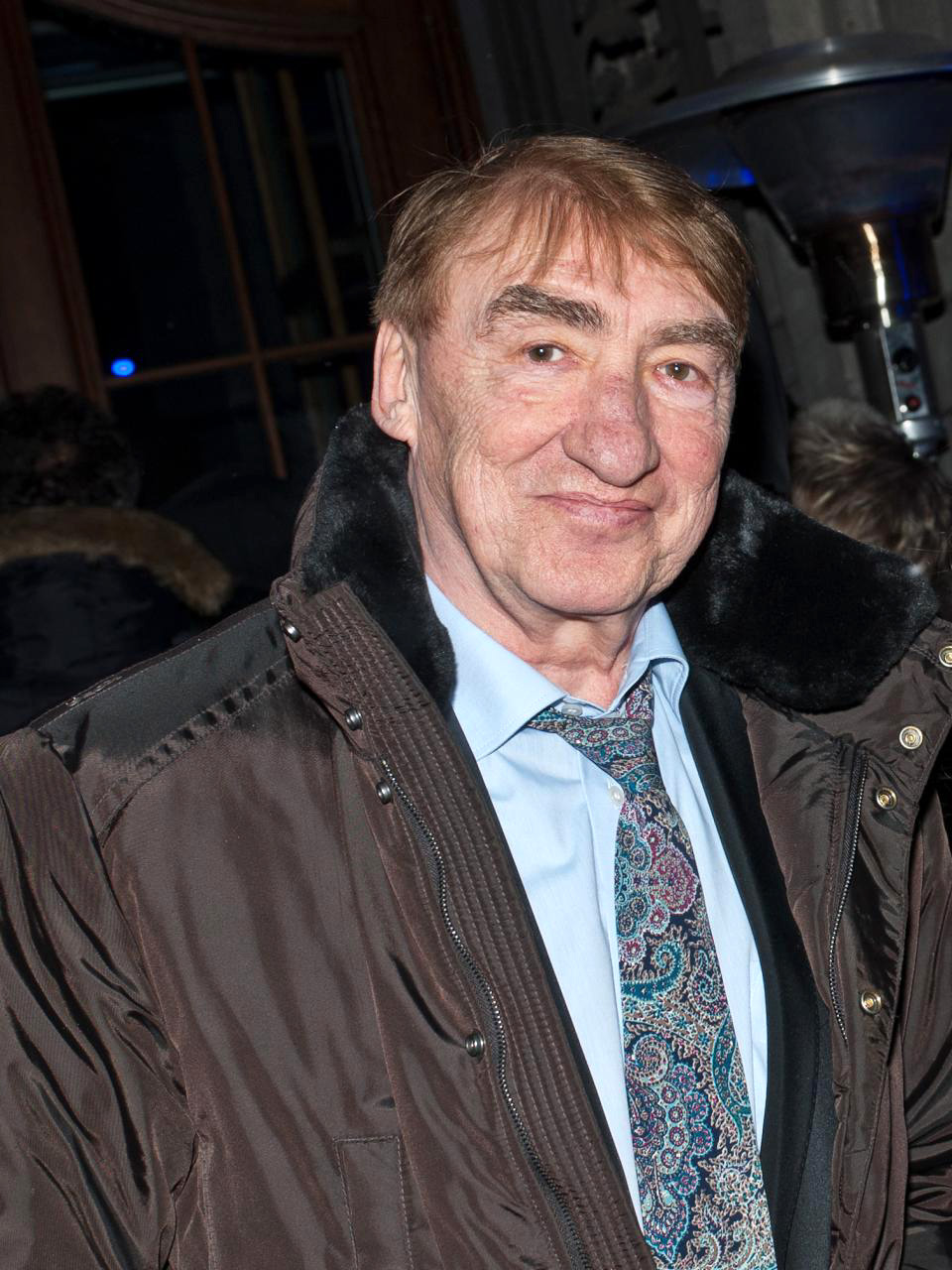
Gottfried John
(1942–2014)

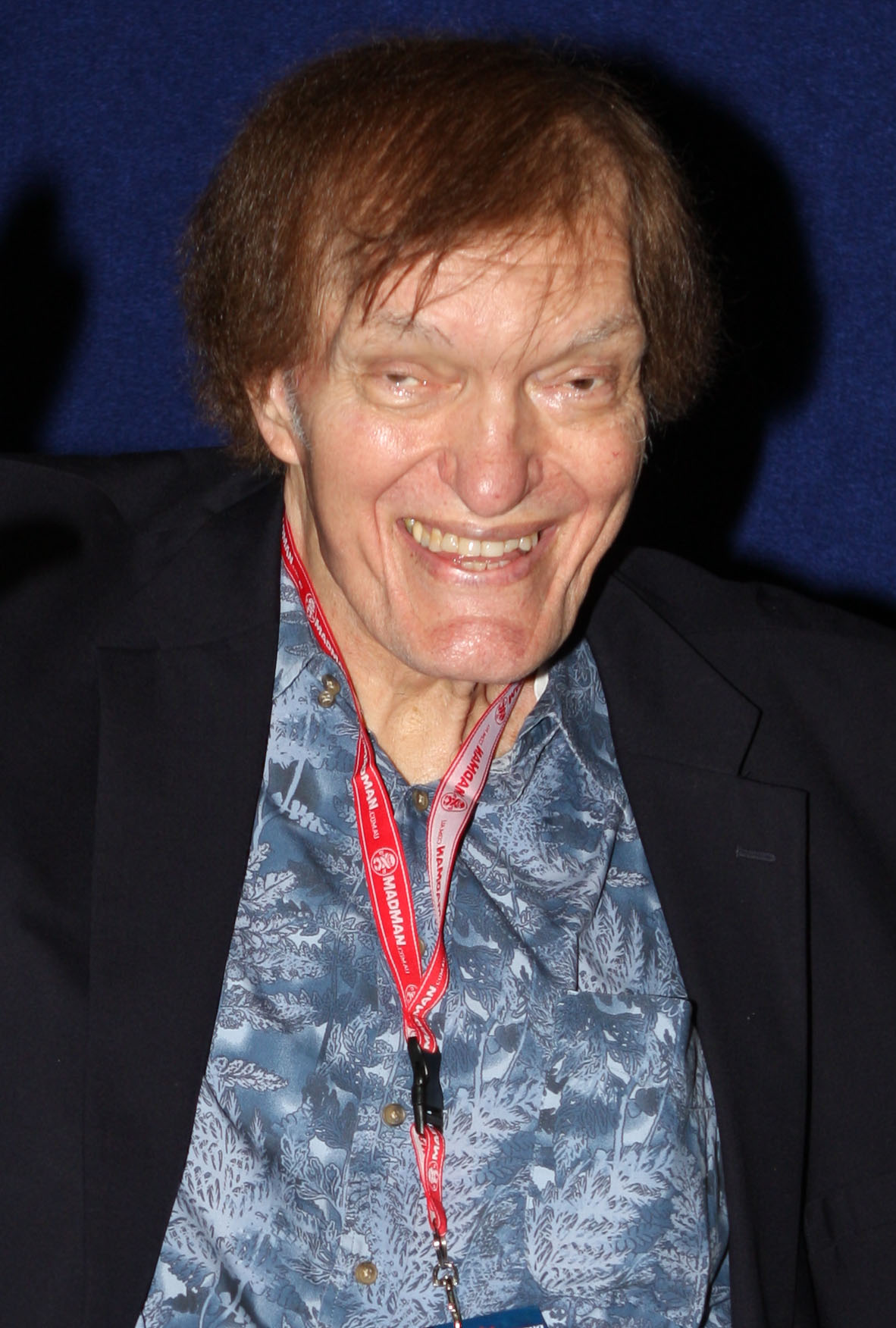
Richard Kiel
(1939–2014)

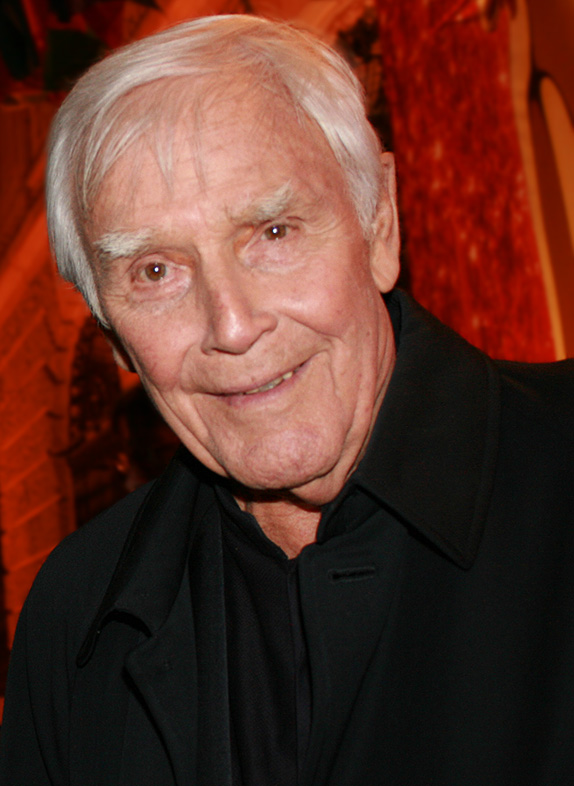
Joachim Fuchsberger (1927–2014)

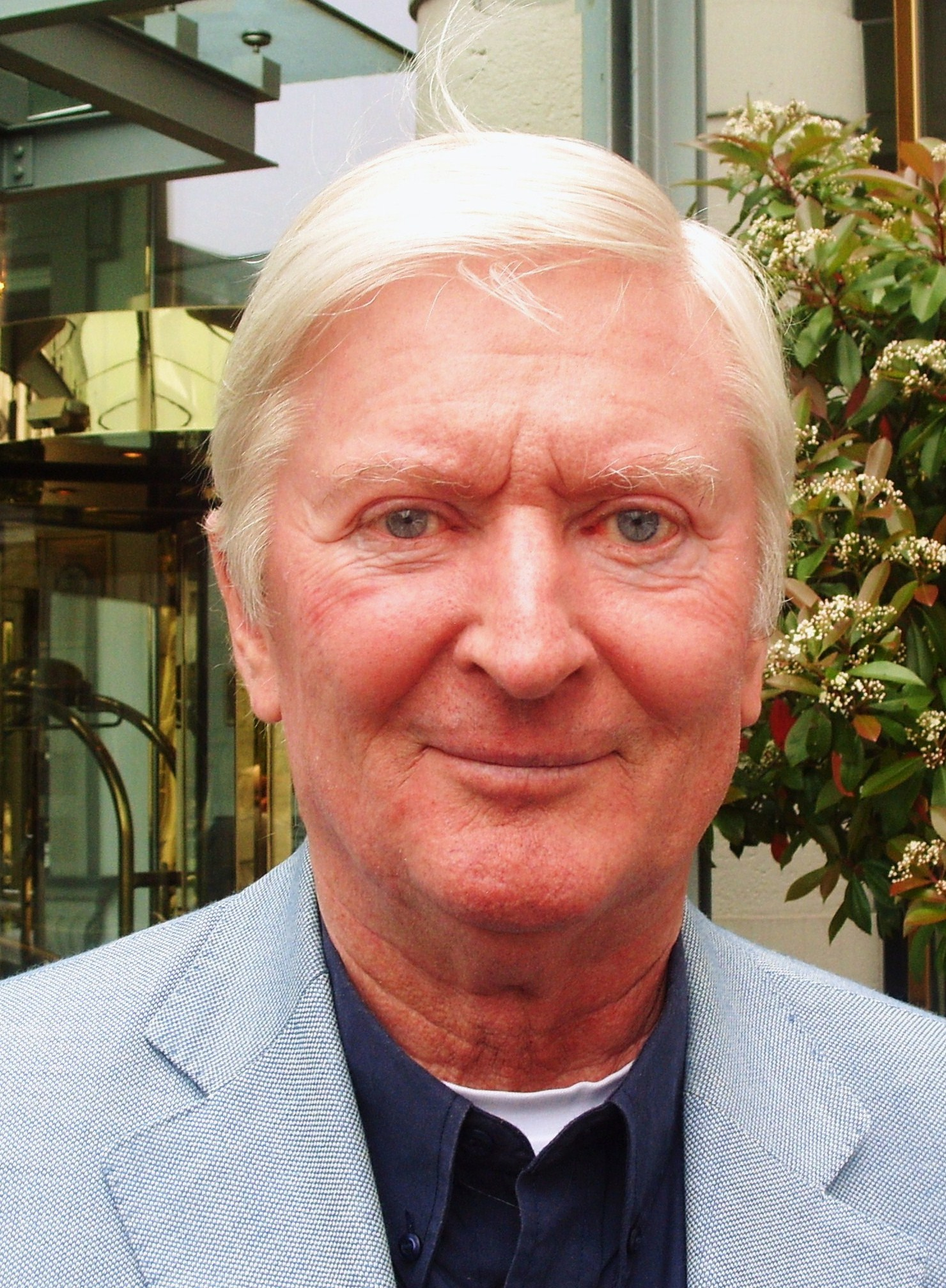
Peer Augustinski (1940–2014)

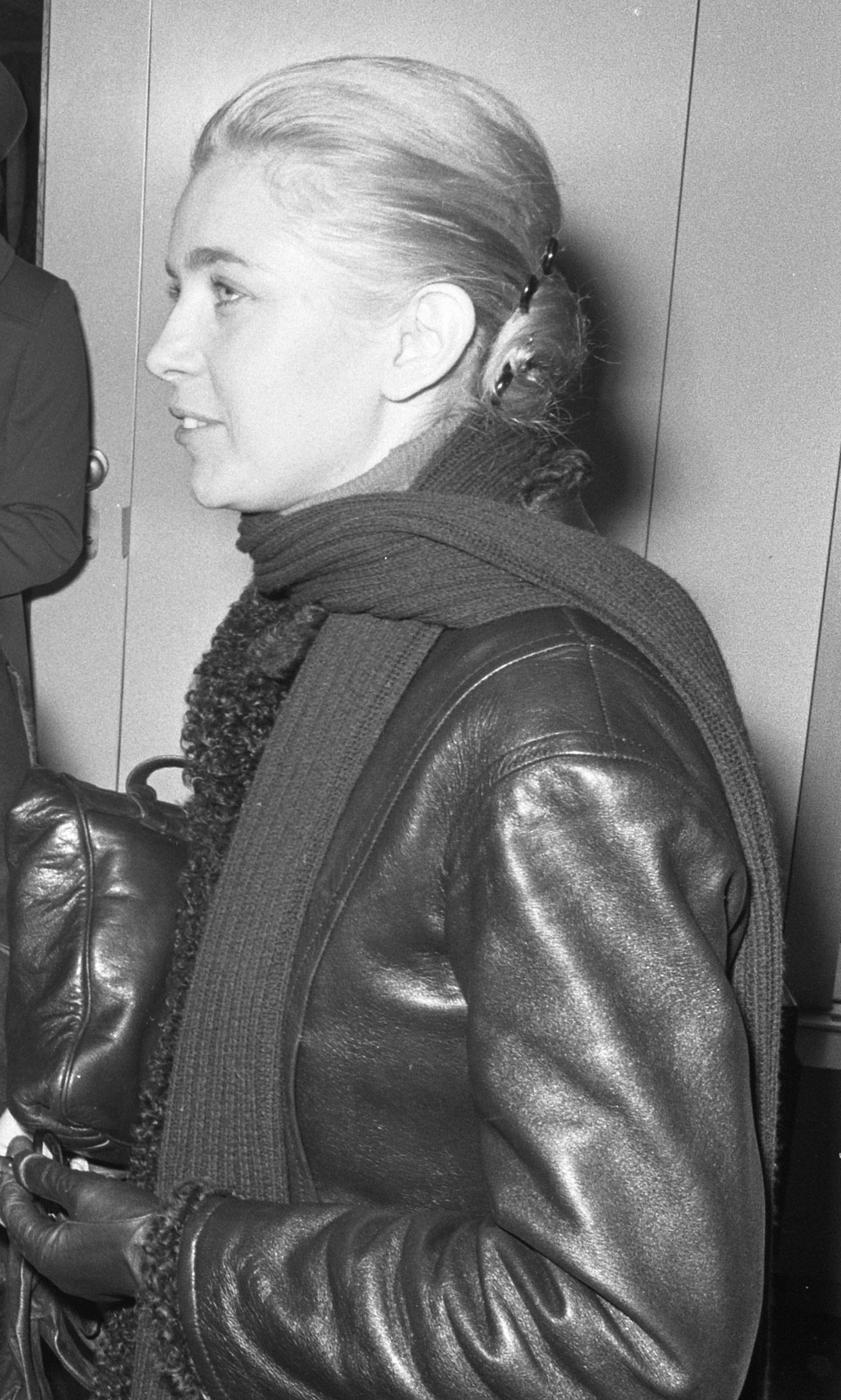
Marie Dubois
(1937–2014)

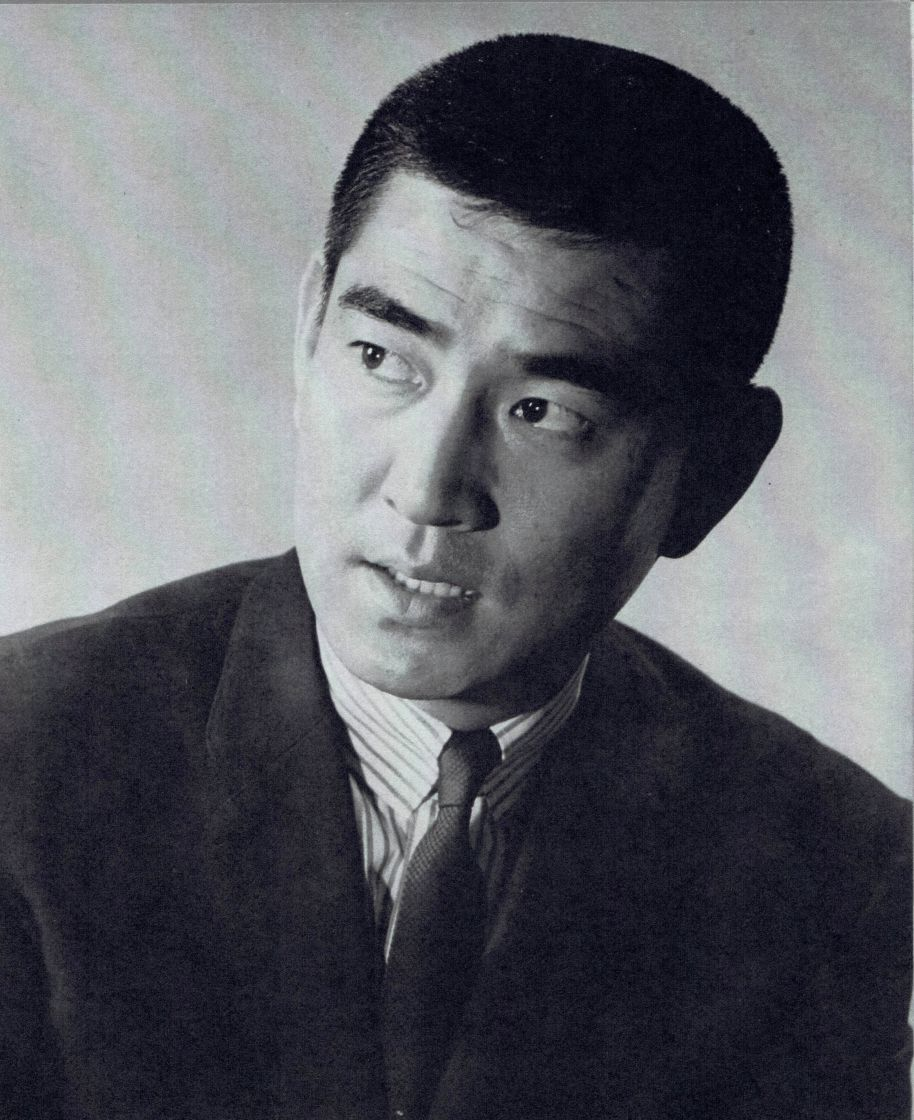
Ken Takakura (1931–2014)

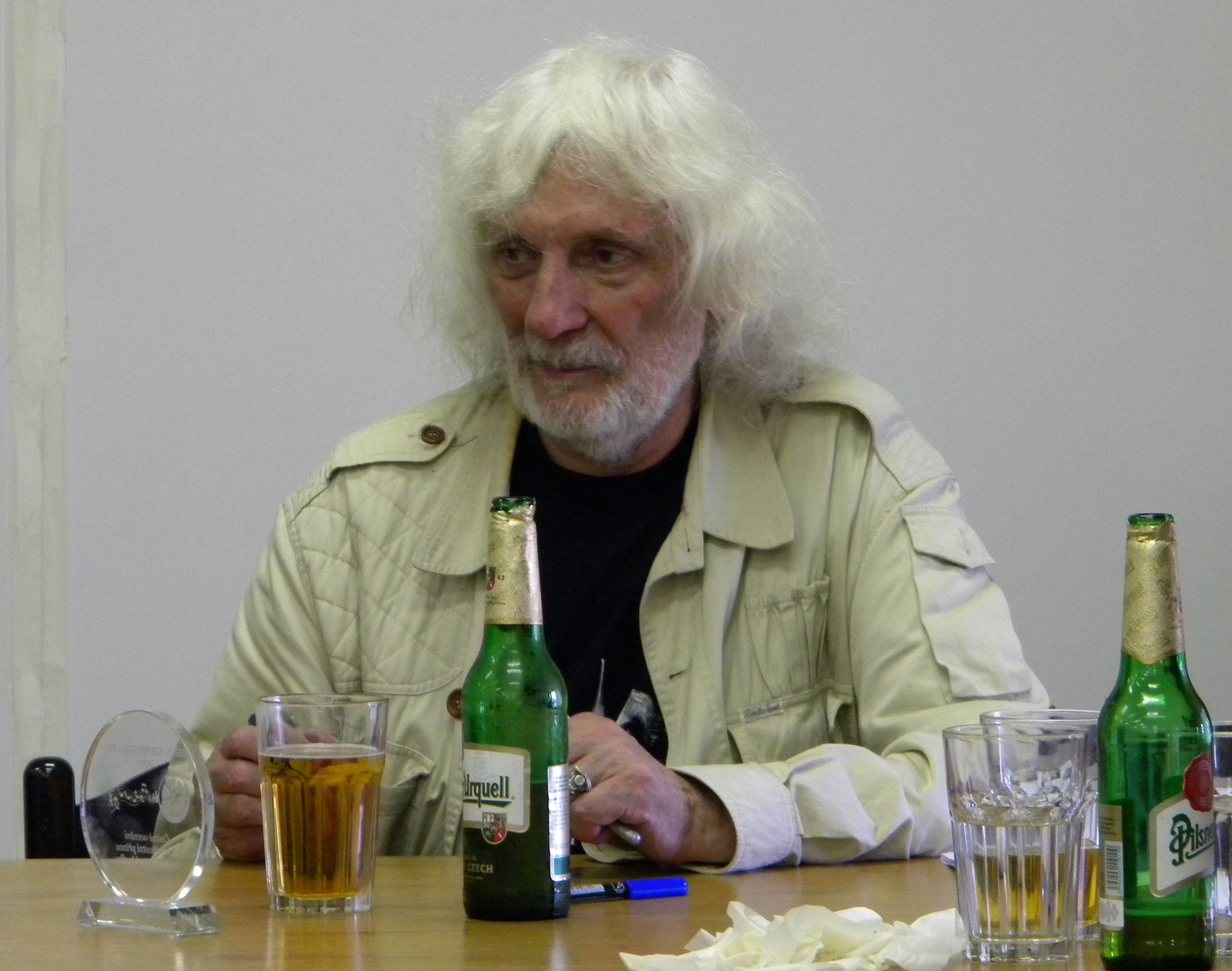
Petr Hapka
(1944–2014)

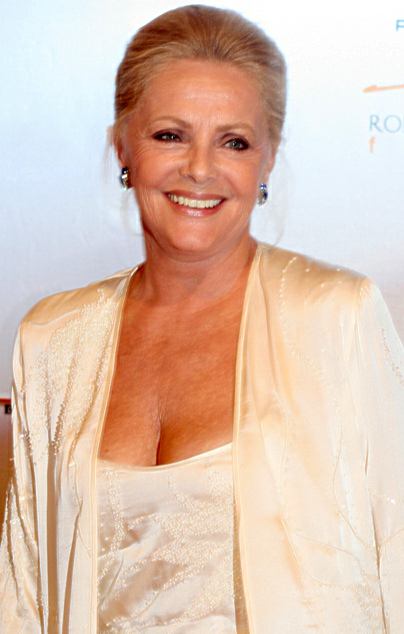
Virna Lisi (1936–2014)

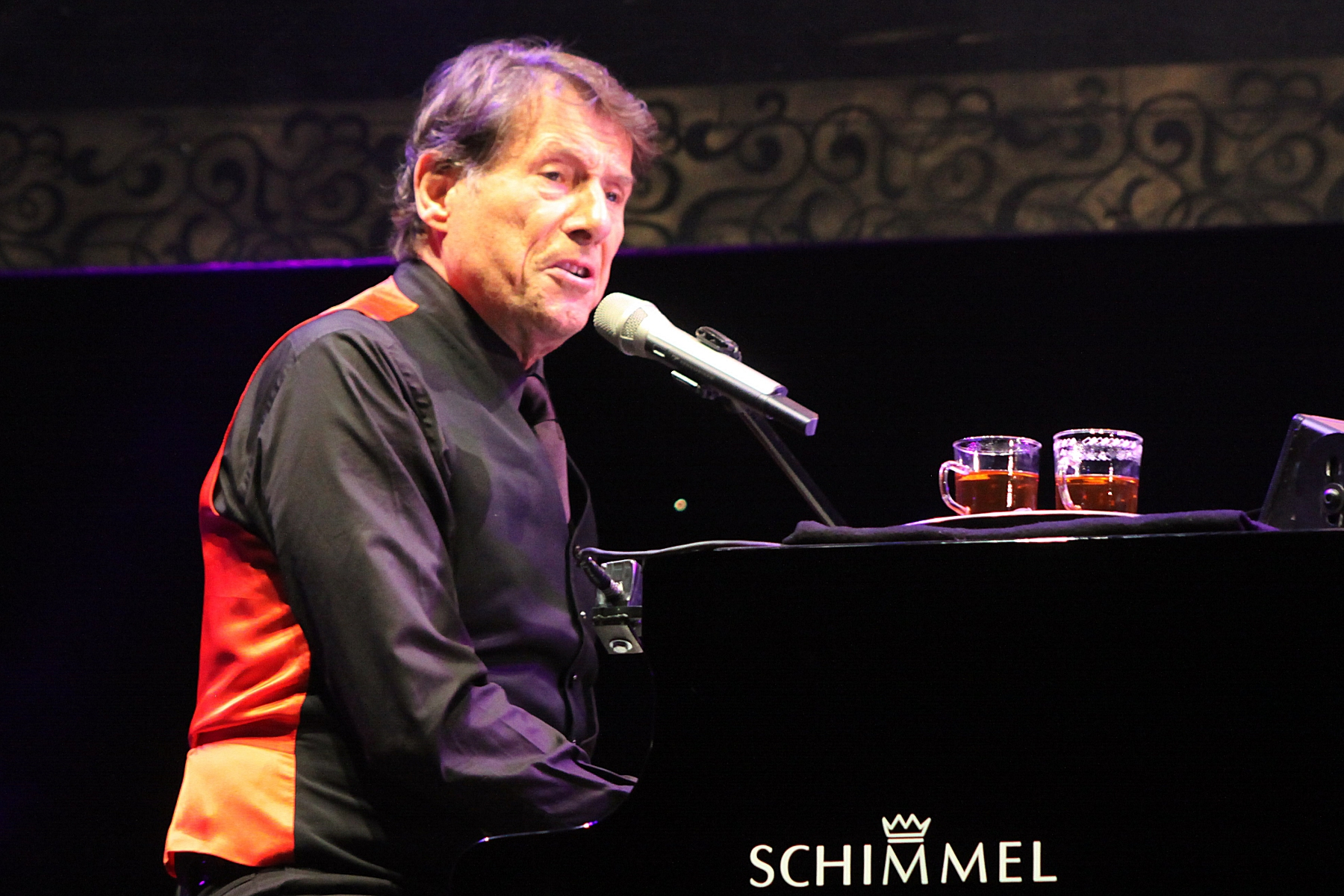
Udo Jürgens
(1934–2014)

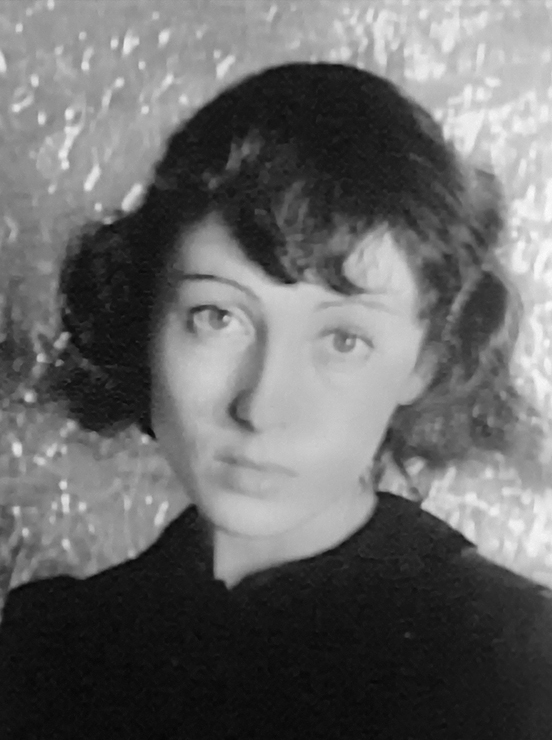
Luise Rainer
(1910–2014)

- 01. Januar: Juanita Moore, US-amerikanische Schauspielerin (* 1914)
- 03. Januar: Kurt Barthel, deutscher Regisseur und Drehbuchautor (* 1931)
- 03. Januar: Alicia Rhett, US-amerikanische Schauspielerin (* 1915)
- 03. Januar: Saul Zaentz, US-amerikanischer Produzent (* 1921)
- 06. Januar: Uday Kiran, indischer Schauspieler (* 1980)
- 06. Januar: Larry D. Mann, kanadischer Schauspieler und Synchronsprecher (* 1922)
- 06. Januar: Mónica Spear, venezolanisch-US-amerikanische Schauspielerin (* 1984)
- 07. Januar: Run Run Shaw, chinesischer Produzent (* 1907)
- 09. Januar: Lorella De Luca, italienische Schauspielerin (* 1940)
- 09. Januar: Věra Tichánková, tschechische Schauspielerin (* 1920)
- 11. Januar: Thilo von Westernhagen, deutscher Komponist (* 1950)
- 12. Januar: Alexandra Bastedo, britische Schauspielerin (* 1946)
- 13. Januar: Anjali Devi, indische Schauspielerin und Produzentin (* 1927)
- 15. Januar: Roger Lloyd-Pack, britischer Schauspieler (* 1944)
- 15. Januar: Stanford Tischler, US-amerikanischer Filmeditor (* 1921)
- 16. Januar: Russell Johnson, US-amerikanischer Schauspieler (* 1924)
- 17. Januar: Seizō Katō, japanischer Synchronsprecher (* 1927)
- 17. Januar: Suchitra Sen, indische Schauspielerin (* 1931)
- 18. Januar: Trude Lechle, österreichische Schauspielerin (* 1919)
- 18. Januar: Sarah Marshall, britische Schauspielerin (* 1933)
- 19. Januar: Gordon Hessler, britischer Regisseur, Drehbuchautor und Produzent (* 1930)
- 19. Januar: Michael Sporn, US-amerikanischer Animator, Regisseur und Drehbuchautor (* 1946)
- 20. Januar: Ubaldo Continiello, italienischer Komponist (* 1941)
- 20. Januar: James Jacks, US-amerikanischer Produzent (* 1947)
- 22. Januar: Fred Bertelmann, deutscher Schauspieler (* 1925)
- 22. Januar: Carlo Mazzacurati, italienischer Regisseur (* 1956)
- 22. Januar: A. Nageswara Rao, indischer Schauspieler (* 1924)
- 23. Januar: Violetta Ferrari, ungarische Schauspielerin (* 1930)
- 23. Januar: Dieter Okras, deutscher Schauspieler und Synchronsprecher (* 1948)
- 23. Januar: Riz Ortolani, italienischer Komponist (* 1926)
- 23. Januar: Hans Christian Rudolph, deutscher Schauspieler (* 1943)
- 26. Januar: Hanna Jordan, deutsche Bühnen- und Kostümbildnerin (* 1921)
- 27. Januar: Ann Carter, US-amerikanische Schauspielerin (* 1936)
- 27. Januar: Ichirō Nagai, japanischer Synchronsprecher und Schauspieler (* 1931)
- 27. Januar: Masaaki Tsukada, japanischer Synchronsprecher (* 1938)
- 28. Januar: John Cacavas, US-amerikanischer Komponist (* 1930)
- 28. Januar: Tom Sherak, US-amerikanischer Produzent und Funktionär (* 1945)
- 29. Januar: Lars Andreas Larssen, norwegischer Schauspieler (* 1935)
- 29. Januar: Aïché Nana, türkische Schauspielerin (* 1936)
- 30. Januar: Campbell Lane, kanadischer Schauspieler (* 1935)
- 30. Januar: William Motzing, US-amerikanischer Komponist, Dirigent und Arrangeur (* 1937)
- 31. Januar: Nina Andrycz, polnische Schauspielerin (* 1912)
- 31. Januar: Miklós Jancsó, ungarischer Regisseur und Drehbuchautor (* 1921)
- 31. Januar: Christopher Jones, US-amerikanischer Schauspieler (* 1941)

Februar
- 01. Februar: Maximilian Schell, österreichischer Schauspieler, Regisseur und Produzent (* 1930)
- 02. Februar: Eduardo Coutinho, brasilianischer Regisseur und Drehbuchautor (* 1933)
- 02. Februar: Philip Seymour Hoffman, US-amerikanischer Schauspieler (* 1967)
- 02. Februar: Enzo Muzii, italienischer Regisseur (* 1926)
- 03. Februar: Richard Bull, US-amerikanischer Schauspieler (* 1924)
- 03. Februar: Gloria Leonard, US-amerikanische Schauspielerin (* 1940)
- 03. Februar: Pål Skjønberg, norwegischer Schauspieler (* 1919)
- 07. Februar: Claire Duhamel, französische Schauspielerin (* 1925)
- 08. Februar: Rudolf H. Herget, deutscher Schauspieler (* 1940)
- 09. Februar: Gabriel Axel, dänischer Regisseur, Drehbuchautor und Schauspieler (* 1918)
- 09. Februar: Eric Bercovici, US-amerikanischer Drehbuchautor und Fernsehproduzent (* 1933)
- 09. Februar: Sverre Solberg, norwegischer Schauspieler (* 1960)
- 10. Februar: Mauro Cartagena, uruguayischer Schauspieler (* 20. Jahrhundert)
- 10. Februar: Shirley Temple, US-amerikanische Schauspielerin (* 1928)
- 11. Februar: Alice Babs, schwedische Schauspielerin (* 1924)
- 12. Februar: Sid Caesar, US-amerikanischer Schauspieler (* 1922)
- 13. Februar: Georgi Martynjuk, russischer Schauspieler (* 1940)
- 13. Februar: Ralph Waite, US-amerikanischer Schauspieler (* 1928)
- 14. Februar: Remo Capitani, italienischer Stuntman und Schauspieler (* 1927)
- 14. Februar: James Condon, australischer Schauspieler (* 1923)
- 14. Februar: Robert M. Fresco, US-amerikanischer Drehbuchautor und Produzent (* 1930)
- 15. Februar: Cliff Bole, US-amerikanischer Regisseur (* 1937)
- 15. Februar: Christopher Malcolm, britischer Schauspieler (* 1946)
- 16. Februar: Benno Meyer-Wehlack, deutscher Drehbuchautor (* 1928)
- 16. Februar: Jimmy T. Murakami, US-amerikanischer Regisseur und Animator (* 1933)
- 16. Februar: Manfred Vosz, deutscher Regisseur, Drehbuchautor und Produzent (* 1935)
- 17. Februar: Per Källberg, schwedischer Kameramann (* 1947)
- 19. Februar: Toni Ucci, italienischer Schauspieler (* 1922)
- 21. Februar: Đoko Rosić, serbisch-bulgarischer Schauspieler (* 1932)
- 23. Februar: Hansi Knoteck, österreichische Schauspielerin (* 1914)
- 24. Februar: Harold Ramis, US-amerikanischer Schauspieler, Regisseur und Drehbuchautor (* 1944)
- 24. Februar: Günter Reisch, deutscher Regisseur, Drehbuchautor und Dozent (* 1927)
- 25. Februar: Paco de Lucía, spanischer Gitarrist und Komponist (* 1947)
- 28. Februar: Inge Schulz, deutsche Schauspielerin und Synchronsprecherin (* 1923)

März
- 01. März: Alain Resnais, französischer Regisseur (* 1922)
- 03. März: Christine Buchegger, österreichische Schauspielerin (* 1942)
- 04. März: Curt Cappel, deutscher Tier- und Dokumentarfilmer (* 1944)
- 04. März: Alfons Höckmann, deutscher Schauspieler (* 1923)
- 04. März: Fritz Marquardt, deutscher Schauspieler (* 1928)
- 04. März: Wu Tianming, chinesischer Regisseur und Produzent (* 1939)
- 06. März: Jean-Louis Bertuccelli, französischer Regisseur und Drehbuchautor (* 1942)
- 06. März: Christian Casadesus, französischer Schauspieler (* 1912)
- 07. März: Anatoli Kusnezow, russischer Schauspieler (* 1930)
- 08. März: Wendy Hughes, australische Schauspielerin (* 1952)
- 08. März: Justus Pfaue, deutscher Drehbuchautor (* 1942)
- 09. März: Tonino Ricci, italienischer Regisseur und Drehbuchautor (* 1927)
- 10. März: Cynthia Lynn, lettisch-US-amerikanische Schauspielerin (* 1936)
- 11. März: Heidemarie Rohweder, deutsche Schauspielerin (* 1943)
- 12. März: Věra Chytilová, tschechische Regisseurin und Drehbuchautorin (* 1929)
- 12. März: Med Flory, US-amerikanischer Schauspieler (* 1926)
- 13. März: Jan Erik Düring, norwegischer Filmschaffender (* 1926)
- 13. März: Icchokas Meras, litauischer Drehbuchautor (* 1934)
- 14. März: Otakar Brousek, tschechischer Schauspieler und Synchronsprecher (* 1924)
- 14. März: Niels Clausnitzer, deutscher Schauspieler und Synchronsprecher (* 1930)
- 16. März: Mareike Carrière, deutsche Schauspielerin (* 1954)
- 16. März: Mitch Leigh, US-amerikanischer Komponist (* 1928)
- 17. März: Emilio Delle Piane, italienischer Schauspieler (* 1938)
- 17. März: Jacques Loiseleux, französischer Kameramann (* 1933)
- 17. März: Oswald Morris, britischer Kameramann (* 1915)
- 18. März: Karl Baumgartner, italienischer Produzent (* 1949)
- 21. März: Alain Franck, französischer Drehbuchautor und Regisseur (* 1927)
- 21. März: James Rebhorn, US-amerikanischer Schauspieler (* 1948)
- 22. März: Patrice Wymore, US-amerikanische Schauspielerin (* 1926)
- 27. März: Per Lillo-Stenberg, norwegischer Schauspieler (* 1928)
- 28. März: Lorenzo Semple junior, US-amerikanischer Drehbuchautor (* 1923)
- 29. März: Marc Platt, US-amerikanischer Schauspieler (* 1913)
- 30. März: Karl Walter Diess, österreichischer Schauspieler und Synchronsprecher (* 1928)
- 30. März: Kate O’Mara, britische Schauspielerin (* 1939)

### April bis Juni
April
- 02. April: Richard Brick, US-amerikanischer Produzent und Regisseur (* 1945)
- 02. April: Sanford Morton Grossman, US-amerikanischer Fernsehregisseur (* 1936)
- 04. April: Peter Liechti, Schweizer Regisseur, Drehbuchautor und Produzent (* 1951)
- 05. April: John Pinette, US-amerikanischer Schauspieler (* 1964)
- 06. April: Mary Anderson, US-amerikanische Schauspielerin (* 1918)
- 06. April: Liv Dommersnes, norwegische Schauspielerin (* 1922)
- 06. April: Mickey Rooney, US-amerikanischer Schauspieler (* 1920)
- 07. April: Johannes Flütsch, Schweizer Filmemacher (* 1945)
- 10. April: Rebekka Fleming, deutsche Schauspielerin (* 1944)
- 11. April: Alfredo Alcón, argentinischer Schauspieler (* 1930)
- 11. April: Petrus Schloemp, deutscher Kameramann und Schauspieler (* 1930)
- 12. April: Boris Karadimtschew, bulgarischer Komponist (* 1933)
- 13. April: Peter Heusch, deutscher Schauspieler (* 1938)
- 14. April: Ekkehard Böhmer, deutscher Fernsehregisseur (* 1929)
- 14. April: Ingeborg von Kusserow, deutsche Schauspielerin (* 1919)
- 14. April: Nuri Sezer, türkischer Schauspieler, Produzent und Drehbuchautor (* 1938)
- 14. April: Erwin Stranka, deutscher Regisseur und Drehbuchautor (* 1935)
- 16. April: Peter Schiff, deutscher Schauspieler und Synchronsprecher (* 1923)
- 17. April: Anthony Marriott, britischer Drehbuchautor (* 1931)
- 17. April: Gabriel García Márquez, kolumbianischer Drehbuchautor (* 1927)
- 20. April: Helga Labudda, deutsche Schauspielerin (* 1935)
- 21. April: Craig Hill, US-amerikanischer Schauspieler (* 1926)
- 21. April: Günter Walbeck, deutscher Kostümbildner (* 1939)
- 23. April: Michael Glawogger, österreichischer Regisseur, Drehbuchautor und Kameramann (* 1959)
- 23. April: Klaus Werner, deutscher Kameramann (* 1928)
- 25. April: Helmut Ahner, deutscher Schauspieler und Synchronsprecher (* 1928)
- 27. April: Andréa Parisy, französische Schauspielerin (* 1935)
- 29. April: Bob Hoskins, britischer Schauspieler, Regisseur und Drehbuchautor (* 1942)

Mai
- 01. Mai: Assi Dajan, israelischer Regisseur, Schauspieler und Drehbuchautor (* 1945)
- 01. Mai: Nanni Fabbri, italienischer Regisseur (* 1941)
- 01. Mai: Kōji Yada, japanischer Synchronsprecher (* 1933)
- 01. Mai: Heinz Schenk, deutscher Showmaster und Schauspieler (* 1924)
- 02. Mai: Efrem Zimbalist, Jr., US-amerikanischer Schauspieler (* 1918)
- 03. Mai: Leslie Carlson, US-amerikanischer Schauspieler (* 1933)
- 04. Mai: Lothar Bauerfeld, deutscher Schauspieler (* 1924)
- 04. Mai: Tatjana Samoilowa, russische Schauspielerin (* 1934)
- 06. Mai: Gianni Da Campo, italienischer Regisseur und Drehbuchautor (* 1943)
- 06. Mai: Antony Hopkins, britischer Komponist (* 1921)
- 06. Mai: William Olvis, US-amerikanischer Komponist (* 1958)
- 07. Mai: Tony Genaro, US-amerikanischer Schauspieler (* 1941 oder 1942)
- 11. Mai: Margareta Pogonat, rumänische Schauspielerin (* 1933)
- 12. Mai: Cornell Borchers, deutsche Schauspielerin (* 1925)
- 12. Mai: HR Giger, Schweizer Filmdesigner (* 1940)
- 13. Mai: Malik Bendjelloul, schwedischer Kinderdarsteller und Dokumentarfilmer (* 1977)
- 16. Mai: Rolf Boysen, deutscher Schauspieler (* 1920)
- 17. Mai: Hansjürgen Pohland, deutscher Regisseur und Produzent (* 1934)
- 18. Mai: Manfred Paethe, deutscher Schauspieler (* 1944)
- 18. Mai: Michel Philippe-Gérard, französischer Komponist (* 1924)
- 18. Mai: Jerry Vale, US-amerikanischer Sänger und Schauspieler (* 1930)
- 18. Mai: Gordon Willis, US-amerikanischer Kameramann (* 1931)
- 19. Mai: Wolfgang Bartsch, deutscher Regisseur (* 1926)
- 19. Mai: Mario Missiroli, italienischer Regisseur und Drehbuchautor (* 1934)
- 19. Mai: Antanas Šurna, litauischer Schauspieler (* 1940)
- 20. Mai: Barbara Murray, britische Schauspielerin (* 1929)
- 21. Mai: Digne Meller Marcovicz, deutsche Standfotografin und Dokumentarfilmerin (* 1934)
- 23. Mai: Mona Freeman, US-amerikanische Schauspielerin (* 1926)
- 23. Mai: Louis Jent, Schweizer Drehbuchautor, Regisseur und Produzent (* 1936)
- 24. Mai: Klaus Herm, deutscher Schauspieler (* 1925)
- 25. Mai: Herb Jeffries, US-amerikanischer Schauspieler (* 1913)
- 27. Mai: Helma Sanders-Brahms, deutsche Regisseurin, Drehbuchautorin und Produzentin (* 1940)
- 28. Mai: Maya Angelou, US-amerikanische Schauspielerin, Regisseurin und Drehbuchautorin (* 1928)
- 29. Mai: Karlheinz Böhm, österreichischer Schauspieler (* 1928)
- 30. Mai: Henning Carlsen, dänischer Regisseur, Produzent, Drehbuchautor und Filmeditor (* 1927)
- 30. Mai: Joan Lorring, US-amerikanische Schauspielerin (* 1926)
- 30. Mai: Hanna Maron, israelische Schauspielerin (* 1923)
- 31. Mai: Jiří Bruder, tschechischer Schauspieler und Synchronsprecher (* 1928)
- 31. Mai: Martha Hyer, US-amerikanische Schauspielerin (* 1924)

Juni
- 01. Juni: Ann B. Davis, US-amerikanische Schauspielerin (* 1926)
- 01. Juni: Karlheinz Hackl, österreichischer Schauspieler (* 1949)
- 04. Juni: Kurt Conradi, deutscher Schauspieler (* 1924)
- 05. Juni: Ingeborg Lapsien, deutsche Schauspielerin und Synchronsprecherin (* 1926)
- 05. Juni: Uwe Paulsen, deutscher Schauspieler und Synchronsprecher (* 1944)
- 07. Juni: Jacques Herlin, französischer Schauspieler (* 1927)
- 09. Juni: Rik Mayall, britischer Schauspieler (* 1958)
- 09. Juni: Thilo Graf Rothkirch, deutscher Produzent (* 1948)
- 11. Juni: Ruby Dee, US-amerikanische Schauspielerin (* 1922)
- 11. Juni: Gilles Ségal, französischer Schauspieler (* 1932)
- 12. Juni: Carla Laemmle, US-amerikanische Schauspielerin (* 1909)
- 13. Juni: David MacLennan, britischer Schauspieler (* 1948)
- 14. Juni: Francis Matthews, britischer Schauspieler (* 1927)
- 14. Juni: Tom Rolf, schwedischer Filmeditor (* 1931)
- 14. Juni: Ultra Violet, französisch-US-amerikanische Schauspielerin (* 1935)
- 15. Juni: Casey Kasem, US-amerikanischer (Synchron-)Sprecher (* 1932)
- 15. Juni: Nick Nostro, italienischer Regisseur und Drehbuchautor (* 1931)
- 17. Juni: Hannes Thanheiser, österreichischer Schauspieler (* 1925)
- 18. Juni: Frank Jacobsen, deutscher Schauspieler (* 1964)
- 23. Juni: Małgorzata Braunek, polnische Schauspielerin (* 1947)
- 24. Juni: Eli Wallach, US-amerikanischer Schauspieler (* 1915)
- 26. Juni: Wolf Koenig, kanadischer Regisseur, Produzent und Kameramann (* 1927)
- 26. Juni: Mary Rodgers, US-amerikanische Drehbuchautorin (* 1931)
- 28. Juni: Lois Geary, US-amerikanische Schauspielerin (* 1929)
- 28. Juni: Piero Nelli, italienischer Dokumentarfilmer und Regisseur (* 1926)
- 28. Juni: Meshach Taylor, US-amerikanischer Schauspieler (* 1947)
- 29. Juni: Dermot Healy, irischer Schauspieler (* 1947)
- 30. Juni: Bob Hastings, US-amerikanischer Schauspieler (* 1925)
- 30. Juni: Paul Mazursky, US-amerikanischer Schauspieler, Regisseur und Produzent (* 1930)

### Juli bis September
Juli
- 02. Juli: Chad Brown, US-amerikanischer Schauspieler (* 1961)
- 04. Juli: Giorgio Faletti, italienischer Schauspieler und Drehbuchautor (* 1950)
- 07. Juli: Horst Bollmann, deutscher Schauspieler (* 1925)
- 07. Juli: Philip Hurlic, US-amerikanischer Kinderdarsteller (* 1927)
- 07. Juli: Dick Jones, US-amerikanischer Schauspieler und Sprecher (* 1927)
- 07. Juli: Bora Todorović, serbischer Schauspieler (* 1929)
- 08. Juli: Vanna Bonta, US-amerikanische Schauspielerin (* 1958)
- 09. Juli: Ken Thorne, britischer Komponist (* 1924)
- 10. Juli: Zohra Segal, indische Schauspielerin (* 1912)
- 13. Juli: Gert Voss, deutscher Schauspieler (* 1941)
- 16. Juli: Hans Funck, deutscher Filmeditor (* 1953)
- 16. Juli: Manfred Wekwerth, deutscher Regisseur (* 1929)
- 17. Juli: Elaine Stritch, US-amerikanische Schauspielerin (* 1925)
- 18. Juli: Dietmar Schönherr, österreichischer Schauspieler und Sprecher (* 1926)
- 19. Juli: Skye McCole Bartusiak, US-amerikanische Schauspielerin (* 1992)
- 19. Juli: James Garner, US-amerikanischer Schauspieler (* 1928)
- 20. Juli: Álex Angulo, spanischer Schauspieler (* 1953)
- 20. Juli: Phanna Rithikrai, thailändischer Regisseur, Drehbuchautor und Schauspieler (* 1961)
- 22. Juli: Garry Goodrow, US-amerikanischer Schauspieler (* 1933)
- 24. Juli: Bakary Diallo, malischer Filmemacher (* 1979)
- 24. Juli: Walt Martin, US-amerikanischer Tontechniker (* 1945)
- 24. Juli: Lorenzo Mbiahou, kamerunisch-malischer Dokumentarfilmer und Kameramann (* 1977)
- 28. Juli: Philipp Brammer, deutscher Schauspieler und Synchronsprecher (* 1969)
- 28. Juli: Yvette Lebon, französische Schauspielerin (* 1910)
- 28. Juli: James Shigeta, US-amerikanischer Schauspieler (* 1933)
- 29. Juli: Karel Dirka, tschechisch-deutscher Produzent (* 1947)
- 29. Juli: Giorgio Gaslini, italienischer Komponist (* 1929)
- 30. Juli: Harun Farocki, deutscher Filmemacher (* 1944)
- 30. Juli: Dennis Lipscomb, US-amerikanischer Schauspieler (* 1942)
- 30. Juli: Dick Smith, US-amerikanischer Maskenbildner (* 1922)
- 31. Juli: Johannes Grossmann, deutscher Schauspieler (* 1931)

August
- 01. August: Jürgen Degenhardt, deutscher Schauspieler und Regisseur (* 1930)
- 02. August: Umran Ertok, türkischer Schauspieler (* 1940)
- 05. August: Marilyn Burns, US-amerikanische Schauspielerin (* 1950)
- 05. August: Hannelore Wüst, deutsche Schauspielerin (* 1927)
- 08. August: Menahem Golan, israelischer Regisseur, Produzent, Drehbuchautor, Schauspieler und Kinobesitzer (* 1929)
- 08. August: Peter Sculthorpe, australischer Komponist (* 1929)
- 09. August: Jerome Ehlers, australischer Schauspieler und Drehbuchautor (* 1958)
- 09. August: Ed Nelson, US-amerikanischer Schauspieler (* 1928)
- 10. August: Günter Junghans, deutscher Schauspieler (* 1941)
- 11. August: Robin Williams, US-amerikanischer Schauspieler (* 1951)
- 12. August: Lauren Bacall, US-amerikanische Schauspielerin (* 1924)
- 12. August: Arlene Martel, US-amerikanische Schauspielerin (* 1936)
- 14. August: Stephen Lee, US-amerikanischer Schauspieler (* 1955)
- 15. August: Hannes Hüttner, deutscher Szenarist (* 1932)
- 18. August: Tom Pevsner, britischer Produzent (* 1926)
- 19. August: Brian G. Hutton, US-amerikanischer Schauspieler und Regisseur (* 1935)
- 19. August: Thomas Nippold, deutscher Drehbuchautor (* 1963)
- 19. August: Tom Pevsner, britischer Produzent (* 1926)
- 20. August: Gert Schaefer, deutscher Schauspieler (* 1955)
- 22. August: Thomas Hailer, deutscher Schauspieler (* 1945)
- 23. August: Florian Flicker, österreichischer Dokumentarfilmer, Regisseur und Drehbuchautor (* 1965)
- 23. August: Philippine de Rothschild-Sereys, französische Schauspielerin (* 1933)
- 24. August: Richard Attenborough, britischer Schauspieler und Regisseur (* 1923)
- 25. August: Achim Hübner, deutscher Schauspieler und Regisseur (* 1929)
- 27. August: Peret, spanischer Schauspieler (* 1935)
- 27. August: Waleri Petrow, bulgarischer Drehbuchautor (* 1920)
- 30. August: Andrew V. McLaglen, britischer Regisseur (* 1920)

September
- 01. September: Gottfried John, deutscher Schauspieler (* 1942)
- 02. September: Ute Boy, deutsche Schauspielerin (* 1938)
- 03. September: Marina von Ditmar, deutsch-baltische Schauspielerin (* 1914)
- 04. September: Donatas Banionis, litauisch-sowjetischer Schauspieler (* 1924)
- 04. September: Joan Rivers, US-amerikanische Schauspielerin (* 1933)
- 05. September: Karel Černý, tschechoslowakischer Szenenbildner (* 1922)
- 05. September: Ruth Kappelsberger, deutsche Schauspielerin (* 1927)
- 05. September: Nicole Lubtchansky, französische Filmeditorin (* 1937)
- 06. September: Stefan Gierasch, US-amerikanischer Schauspieler (* 1926)
- 06. September: Molly Glynn, US-amerikanische Schauspielerin (* 1968)
- 07. September: Yoshiko Ōtaka, japanische Schauspielerin (* 1920)
- 09. September: Oldřich František Korte, tschechischer Komponist (* 1926)
- 09. September: Denny Miller, US-amerikanischer Schauspieler (* 1934)
- 10. September: Richard Kiel, US-amerikanischer Schauspieler (* 1939)
- 11. September: Antoine Duhamel, französischer Komponist (* 1925)
- 11. September: Mirko Ellis, Schweizer Schauspieler (* 1923)
- 11. September: Joachim Fuchsberger, deutscher Schauspieler (* 1927)
- 11. September: Donald Sinden, britischer Schauspieler (* 1923)
- 14. September: Assheton Gorton, britischer Filmarchitekt (* 1930)
- 14. September: Angus Lennie, britischer Schauspieler (* 1930)
- 15. September: Giuliana Berlinguer, italienische Regisseurin und Drehbuchautorin (* 1933)
- 16. September: Franziska Kohlund, Schweizer Schauspielerin (* 1947)
- 17. September: Wolfgang Held, deutscher Drehbuchautor (* 1930)
- 17. September: China Zorrilla, uruguayische Schauspielerin und Regisseurin (* 1922)
- 19. September: Guntram Brattia, österreichischer Schauspieler (* 1966)
- 20. September: Polly Bergen, US-amerikanische Schauspielerin (* 1930)
- 20. September: George Sluizer, niederländischer Regisseur, Produzent und Drehbuchautor (* 1932)
- 26. September: Thomas Schamoni, deutscher Regisseur und Drehbuchautor (* 1936)
- 27. September: Maggy Domschke, deutsche Schauspielerin (* 1958)
- 27. September: Sarah Danielle Madison, US-amerikanische Schauspielerin (* 1974)
- 30. September: Élina Labourdette, französische Schauspielerin (* 1919)

### Oktober bis Dezember
Oktober
- 03. Oktober: Peer Augustinski, deutscher Schauspieler und Synchronsprecher (* 1940)
- 03. Oktober: Friedrich Streich, Schweizer Zeichentrickfilmer (* 1934)
- 05. Oktober: Geoffrey Holder, Schauspieler aus Trinidad und Tobago (* 1930)
- 05. Oktober: Juri Ljubimow, sowjetischer Schauspieler (* 1917)
- 05. Oktober: Anna Przybylska, polnische Schauspielerin (* 1978)
- 05. Oktober: Misty Upham, US-amerikanische Schauspielerin (* 1982)
- 06. Oktober: Marian Seldes, US-amerikanische Schauspielerin (* 1928)
- 07. Oktober: Walter Bockmayer, deutscher Regisseur, Drehbuchautor, Schauspieler und Produzent (* 1948)
- 07. Oktober: Federico Boido, italienischer Schauspieler (* 1940)
- 08. Oktober: Helmut Ruge, deutscher Schauspieler und Drehbuchautor (* 1940)
- 10. Oktober: Pavel Landovský, tschechischer Schauspieler (* 1936)
- 13. Oktober: Jess Ingerslev, dänischer Schauspieler und Synchronsprecher (* 1947)
- 14. Oktober: Elizabeth Peña, US-amerikanische Schauspielerin (* 1959)
- 14. Oktober: Henk Uterwijk, niederländischer Schauspieler und Synchronsprecher (* 1938)
- 15. Oktober: Marie Dubois, französische Schauspielerin (* 1937)
- 17. Oktober: Lawrence J. Quirk, US-amerikanischer Filmkritiker und -autor (* 1923)
- 19. Oktober: Lynda Bellingham, britische Schauspielerin (* 1948)
- 20. Oktober: Ursula Lingen, deutsch-österreichische Schauspielerin (* 1928)
- 21. Oktober: Lilli Carati, italienische Schauspielerin (* 1956)
- 23. Oktober: Wiktor Fjodorowitsch Semenjuk, russischer Dokumentarfilmregisseur (* 1940)
- 23. Oktober: Alvin Stardust, britischer Schauspieler (* 1942)
- 24. Oktober: Sepp Gneißl, deutscher Schauspieler (* 1935)
- 25. Oktober: Hannelore Lübeck, deutsche Schauspielerin (* 1927)
- 25. Oktober: Marcia Strassman, US-amerikanische Schauspielerin (* 1948)
- 26. Oktober: Françoise Bertin, französische Schauspielerin (* 1925)
- 26. Oktober: Oscar Orefici, italienischer Filmemacher (* 1946)
- 27. Oktober: Daniel Boulanger, französischer Drehbuchautor und Schauspieler (* 1922)
- 28. Oktober: Eberhard Prüter, deutscher Schauspieler und Synchronsprecher (* 1945)
- 31. Oktober: Ian Fraser, britischer Komponist (* 1933)

November
- 02. November: Christiane Minazzoli, französische Schauspielerin (* 1931)
- 03. November: Sadashiv Amrapurkar, indischer Schauspieler (* 1950)
- 06. November: Thomas Kornack, deutscher Schauspieler (* 1976)
- 10. November: Ken Takakura, japanischer Schauspieler (* 1931)
- 11. November: Norbert Skrovanek, deutscher Regisseur und Produzent (* 1954)
- 11. November: Carol Ann Susi, US-amerikanische Schauspielerin (* 1952)
- 12. November: Warren Clarke, britischer Schauspieler (* 1947)
- 14. November: Glen A. Larson, US-amerikanischer Produzent und Drehbuchautor (* 1937)
- 14. November: James A. Lebenthal, US-amerikanischer Produzent und Drehbuchautor (* 1928)
- 15. November: Lucien Clergue, französischer Filmemacher (* 1934)
- 16. November: Charles Champlin, US-amerikanischer Filmkritiker, -autor und -funktionär (* 1926)
- 17. November: Fred Personne, französischer Schauspieler (* 1932)
- 19. November: Mike Nichols, US-amerikanischer Regisseur, Produzent und Schauspieler (* 1931)
- 20. November: Nana Yuriko, deutsch-japanische Regisseurin, Drehbuchautorin, Kamerafrau und Produzentin (* 1973)
- 24. November: Emy Storm, schwedische Schauspielerin (* 1925)
- 25. November: Sitara Devi, indische Schauspielerin (* 1920)
- 25. November: Joanna Dunham, britische Schauspielerin (* 1936)
- 25. November: Petr Hapka, tschechischer Komponist (* 1944)
- 25. November: Robert Herzl, österreichischer Schauspieler und Regisseur (* 1940)
- 26. November: Annemarie Düringer, Schweizer Schauspielerin (* 1925)
- 26. November: Sabah, libanesische Schauspielerin (* 1927)
- 26. November: Johanna Thimig, österreichische Schauspielerin (* 1943)
- 27. November: Stanisław Mikulski, polnischer Schauspieler (* 1929)
- 28. November: Roberto Gómez Bolaños, mexikanischer Schauspieler, Drehbuchautor, Regisseur und Produzent (* 1929)
- 29. November: Günter Bommert, deutscher Schauspieler und Regisseur (* 1925)

Dezember
- 02. Dezember: Gerry Fisher, britischer Kameramann (* 1926)
- 02. Dezember: Bodo Fründt, deutscher Filmjournalist und Autor (* 1945)
- 03. Dezember: Giulio Questi, italienischer Regisseur und Drehbuchautor (* 1924)
- 03. Dezember: Walter Reyno, uruguayischer Schauspieler (* 1935)
- 05. Dezember: Manuel De Sica, italienischer Komponist (* 1949)
- 06. Dezember: Renato Mambor, italienischer Schauspieler (* 1936)
- 06. Dezember: Takao Saitō, japanischer Kameramann (* 1929)
- 07. Dezember: Ruth Glöss, deutsche Schauspielerin (* 1928)
- 07. Dezember: Eddie Rouse, US-amerikanischer Schauspieler (* 1954)
- 08. Dezember: Florian Liewehr, österreichischer Schauspieler (* 1945)
- 08. Dezember: Stephanie Moseley, kanadische Schauspielerin (* 1984)
- 09. Dezember: Mary Ann Mobley, US-amerikanische Schauspielerin (* 1939)
- 10. Dezember: Ralph Giordano, deutscher Drehbuchautor und Regisseur (* 1923)
- 11. Dezember: Giorgio Ardisson, italienischer Schauspieler (* 1931)
- 13. Dezember: Claus Küchenmeister, deutscher Drehbuchautor (* 1930)
- 13. Dezember: Mel Kutbay, türkischer Geräuschemacher (* 1927)
- 17. Dezember: Heinz Fabian, deutscher Schauspieler (* 1925)
- 18. Dezember: Virna Lisi, italienische Schauspielerin (* 1936)
- 19. Dezember: Arthur Gardner, US-amerikanischer Produzent und Schauspieler (* 1910)
- 19. Dezember: Ulrike Kaufmann, österreichische Bühnenbildnerin (* 1953)
- 21. Dezember: Udo Jürgens, österreichischer Schauspieler und Komponist (* 1934)
- 21. Dezember: Billie Whitelaw, britische Schauspielerin (* 1932)
- 22. Dezember: Vera Gebuhr, dänische Schauspielerin (* 1916)
- 22. Dezember: Joseph Sargent, US-amerikanischer Regisseur, Produzent und Schauspieler (* 1925)
- 22. Dezember: Günter Wolf, deutscher Schauspieler, Drehbuchautor und Synchronsprecher (* 1930)
- 24. Dezember: Krzysztof Krauze, polnischer Regisseur und Drehbuchautor (* 1953)
- 25. Dezember: David Ryall, britischer Schauspieler (* 1935)
- 27. Dezember: Elaine Summers, US-amerikanische Choreographin und Filmemacherin (* 1925)
- 30. Dezember: Luise Rainer, deutsche Schauspielerin (* 1910)
- 31. Dezember: Edward Herrmann, US-amerikanischer Schauspieler (* 1943)

### Genaues Todesdatum unbekannt
- Juli: Dave Legeno, britischer Schauspieler (* 1963)
- August: Carola Ewert, deutsche Synchronsprecherin (* 1967)